# Biserica de lemn din Surducu Mare

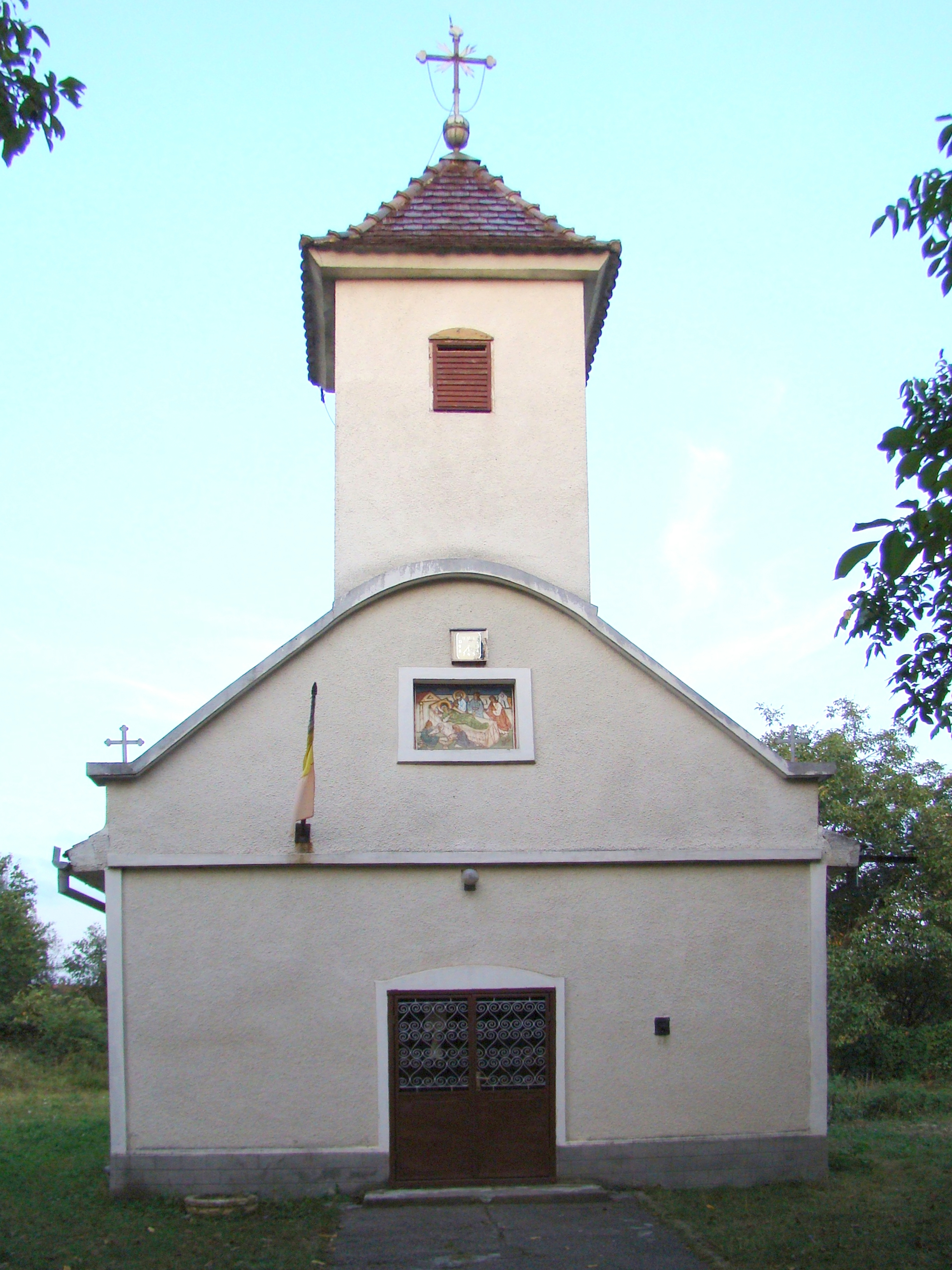
Biserica de lemn „Nașterea Maicii Domnului” din Surducu Mare, comuna Forotic, județul Caraș-Severin, foto: septembrie 2009.

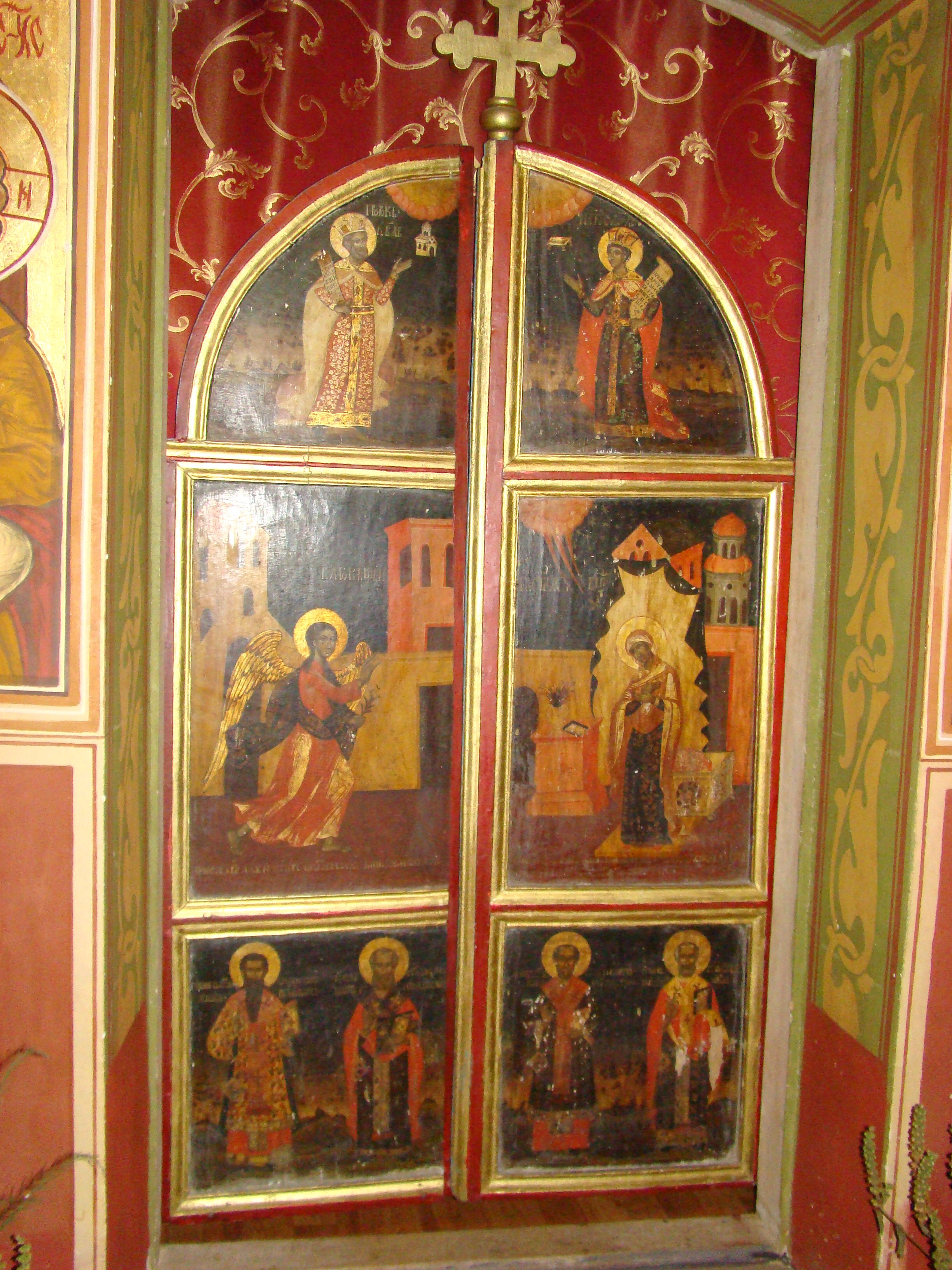
Uşile împărăteşti

Biserica de lemn din Surducu Mare, comuna Forotic, județul Caraș-Severin a fost construită în anul 1721. Are hramul „Nașterea Maicii Domnului” (8 septembrie) și se află pe noua listă a monumentelor istorice sub codul LMI  CS-II-m-B-11210.

## Istoric și trăsături
Ridicată în 1721, ample lucrări de renovare între 1988-1989 datorită stării avansate de degradare. În aceeași perioadă biserica este repictată. Patrimoniul mobil, inclusiv icoanele de mare valoare, au fost mutate la Muzeul noii catedrale episcopale din Caransebeș.

## Imagini din interior

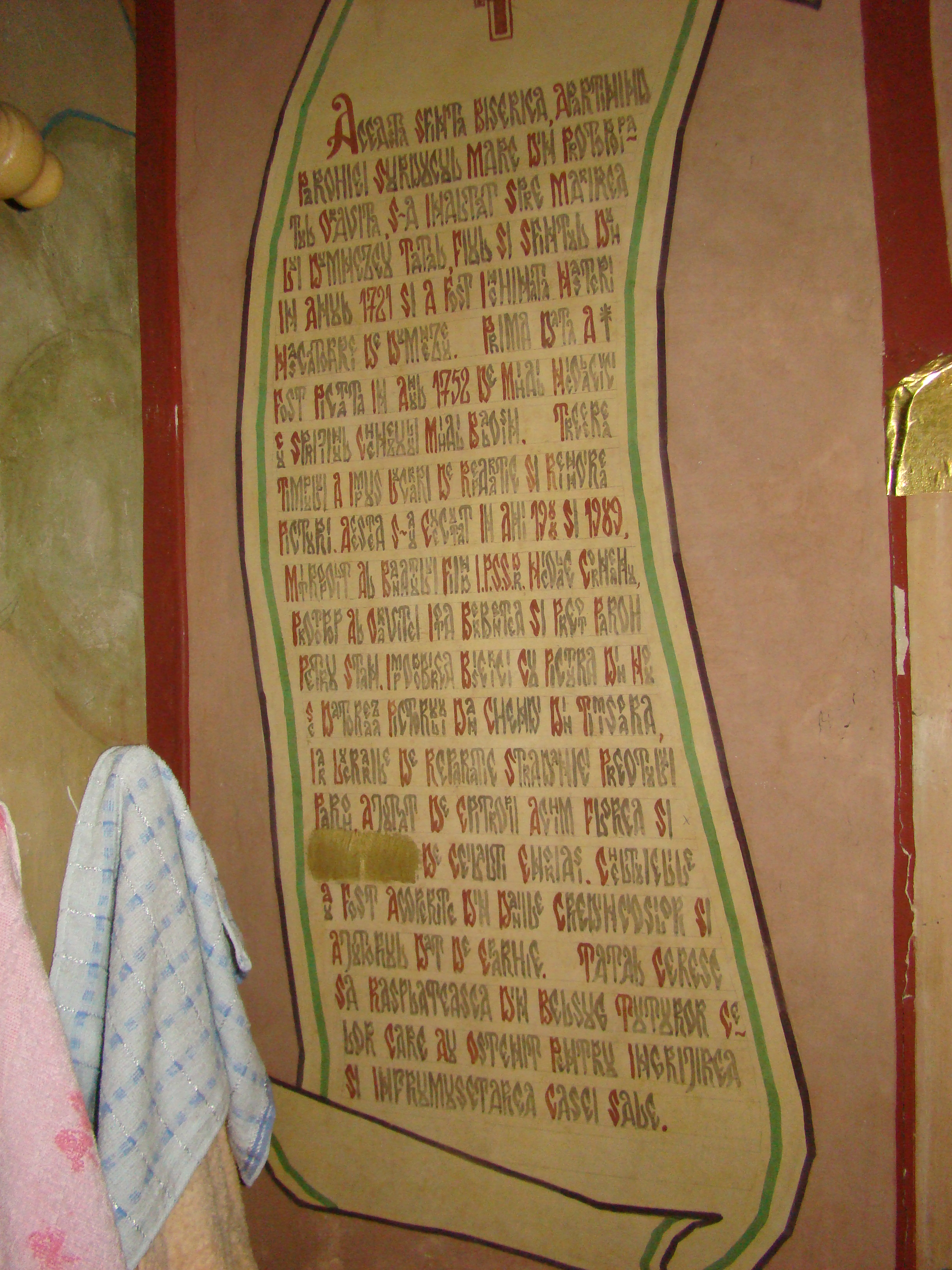
Istoricul Bisericii din Surducu Mare
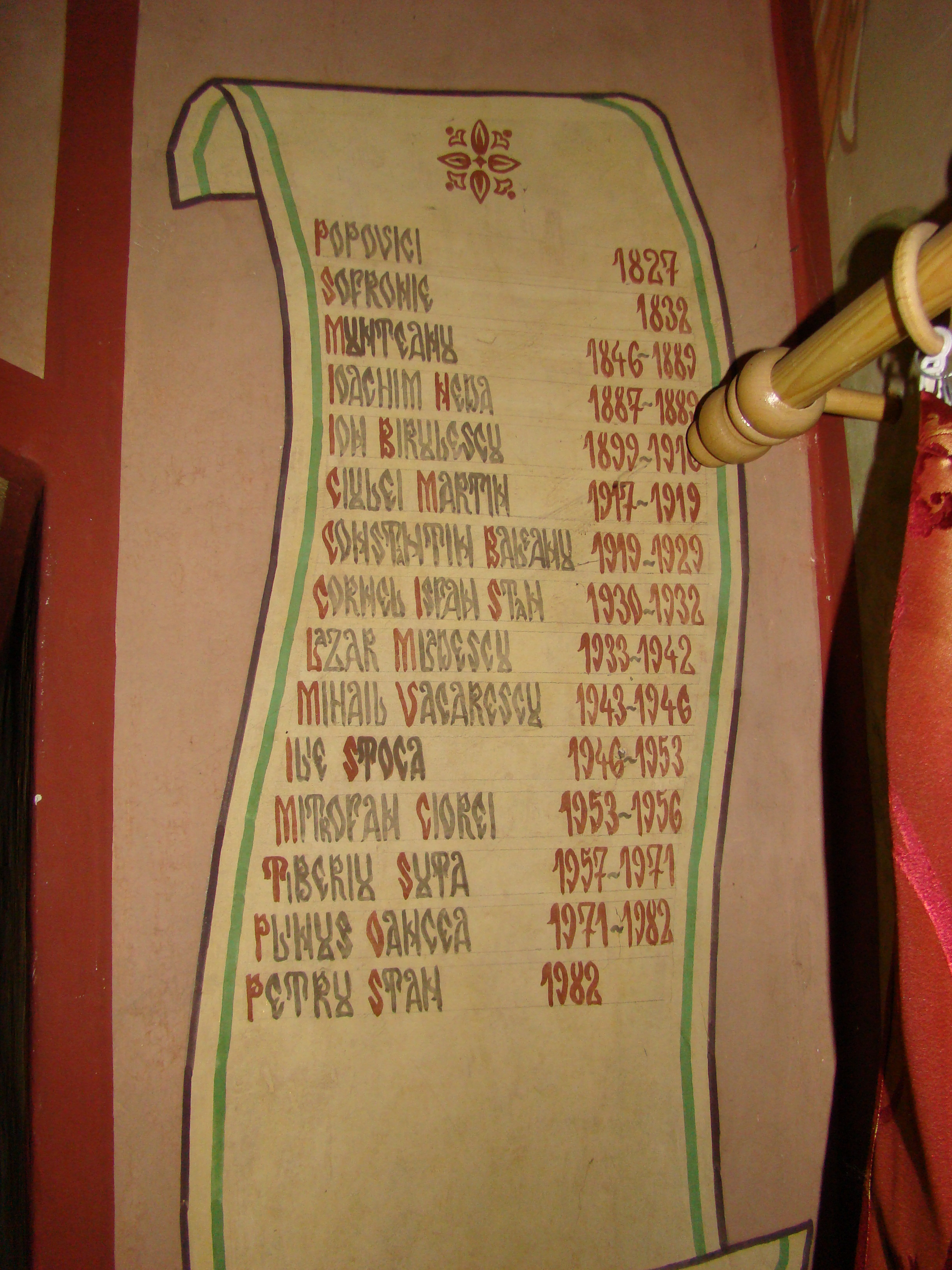
Lista preoților care au slujit în biserica din Surducu Mare
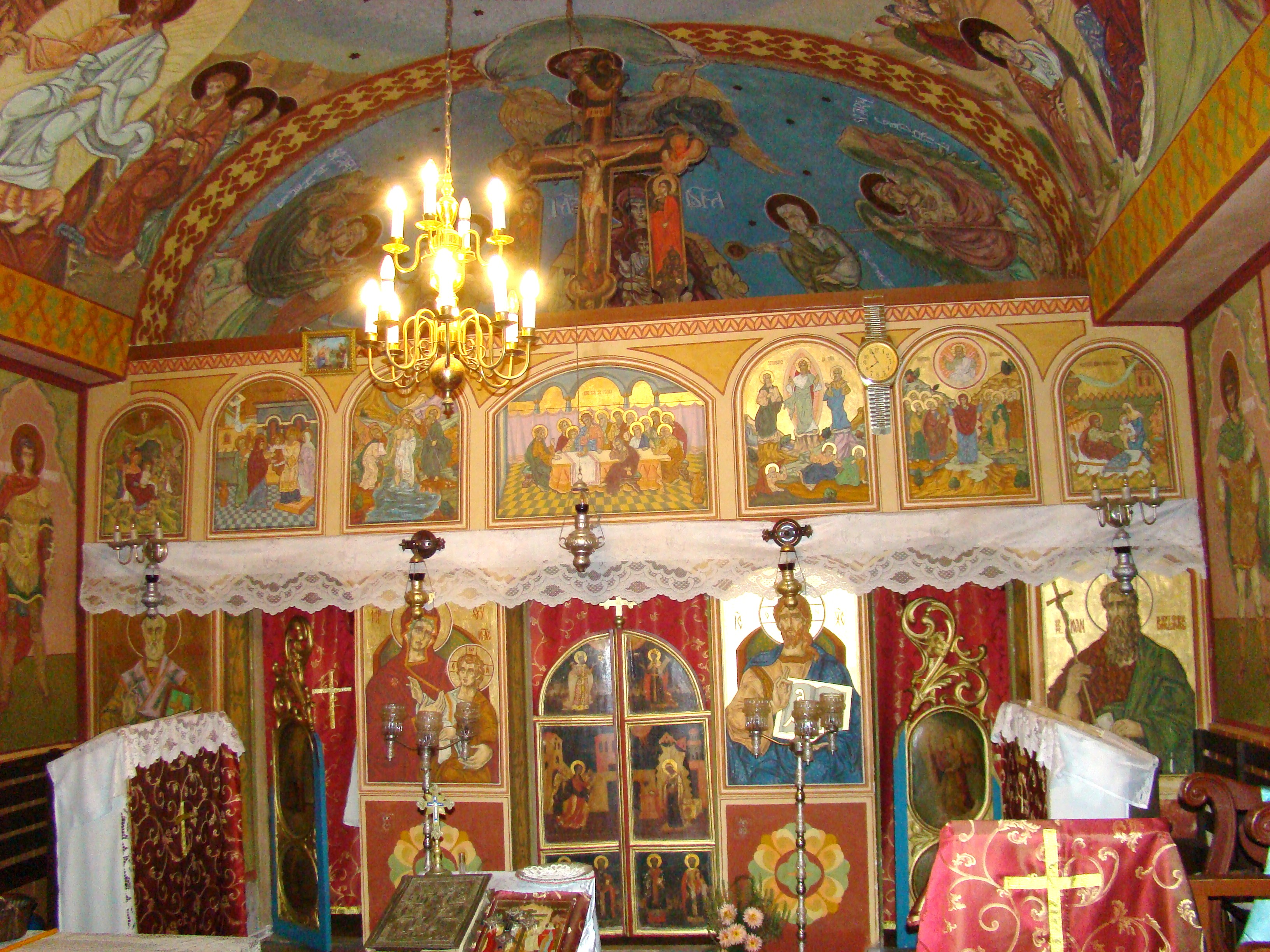
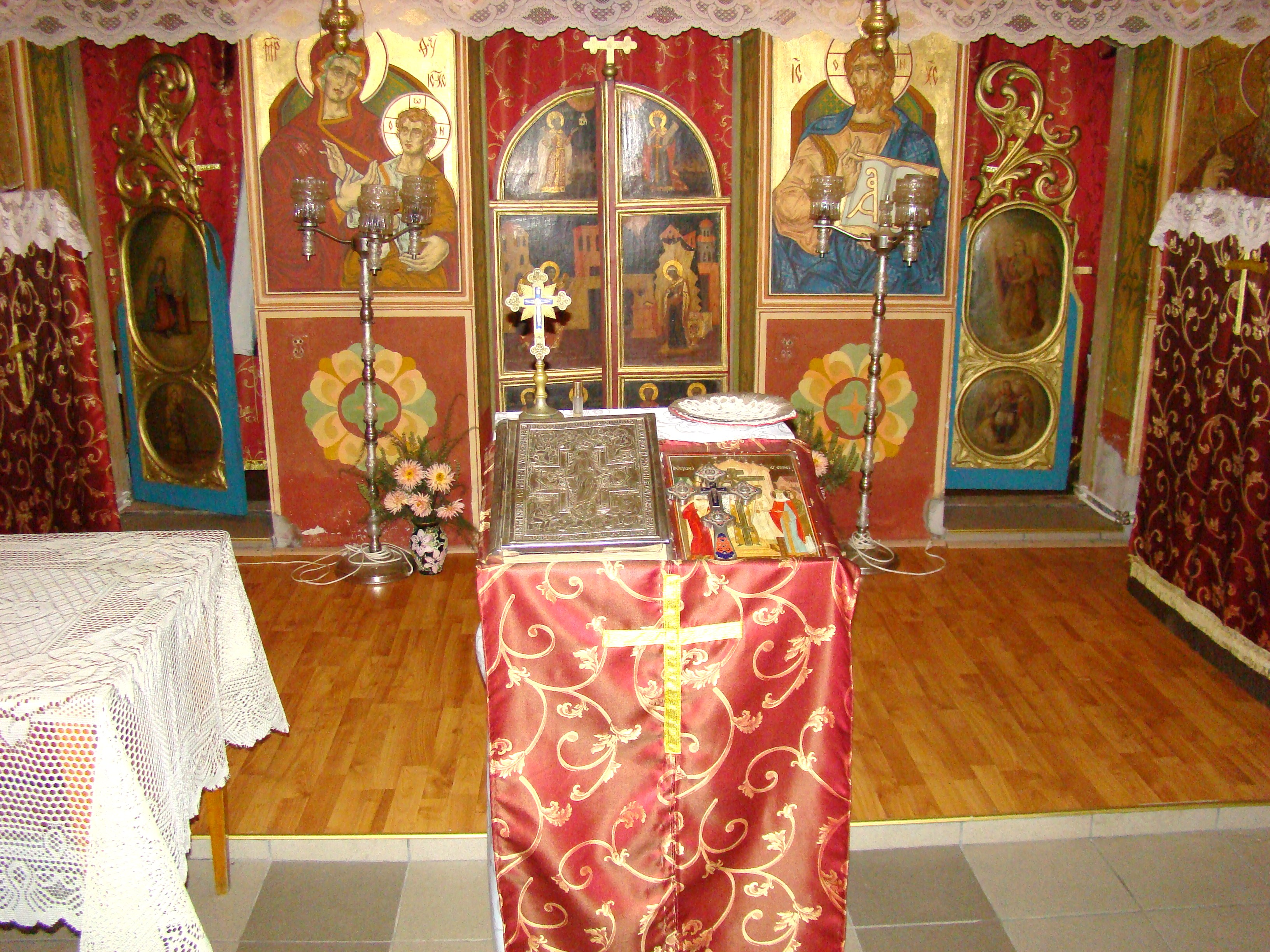
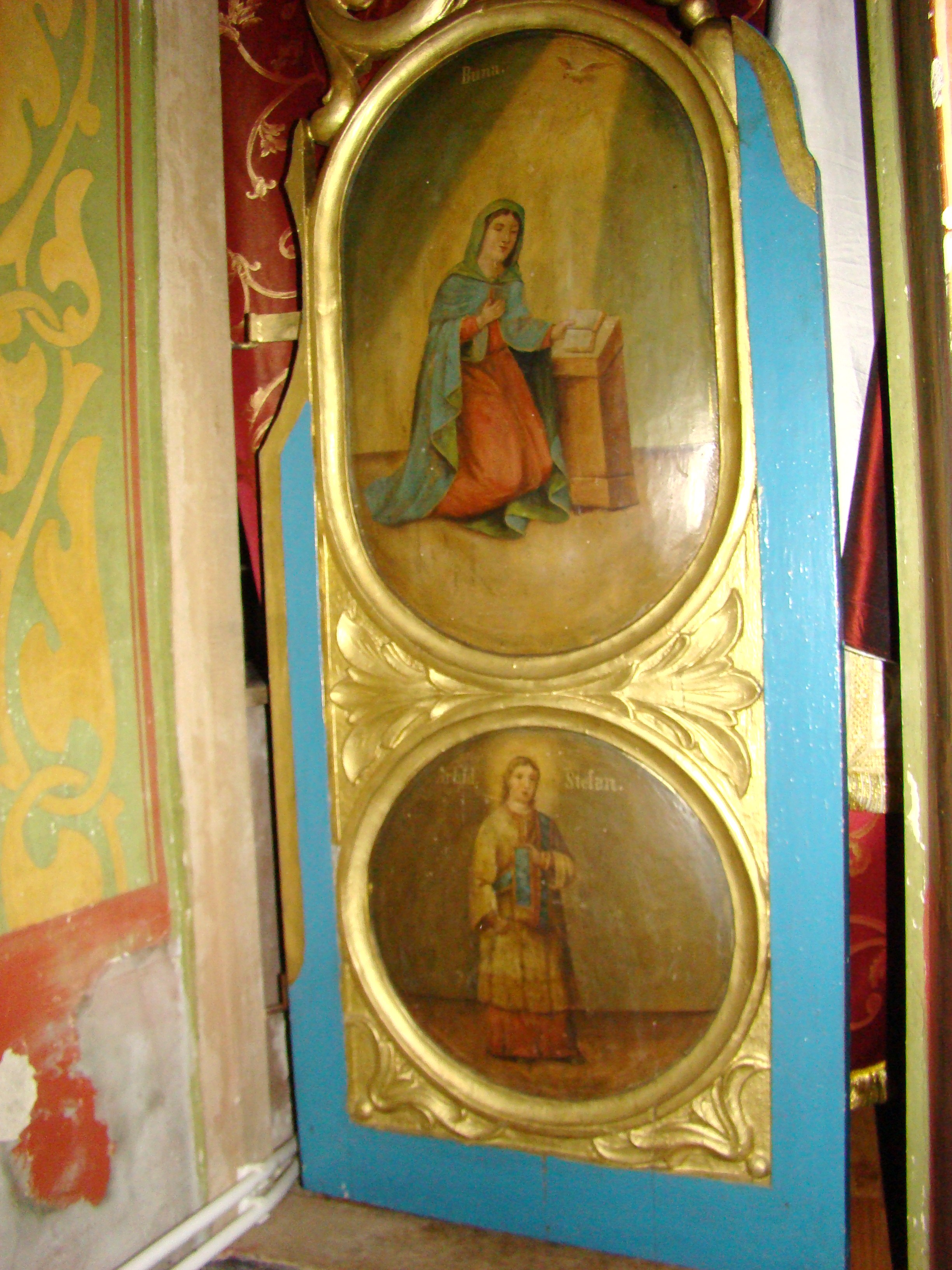
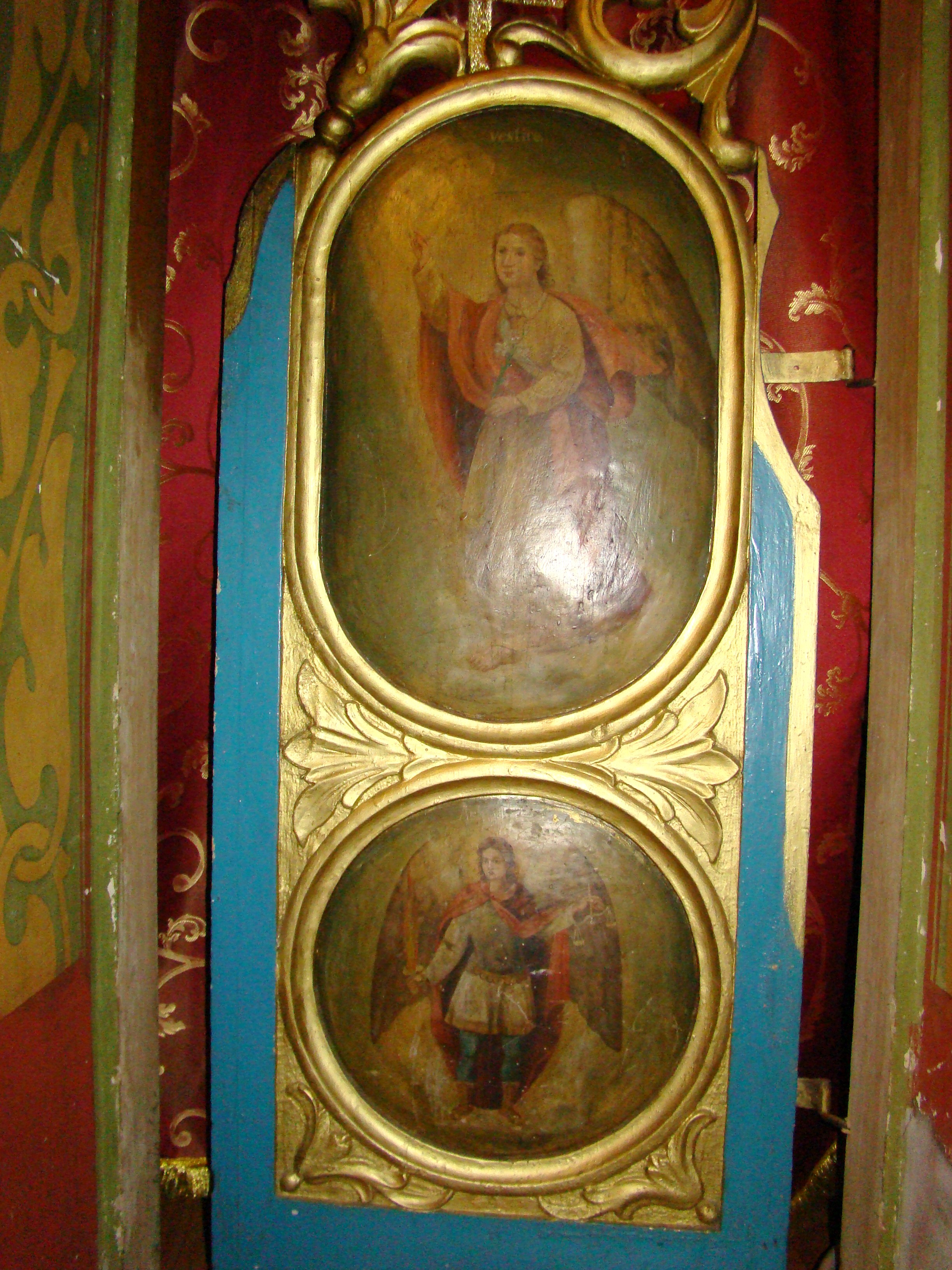
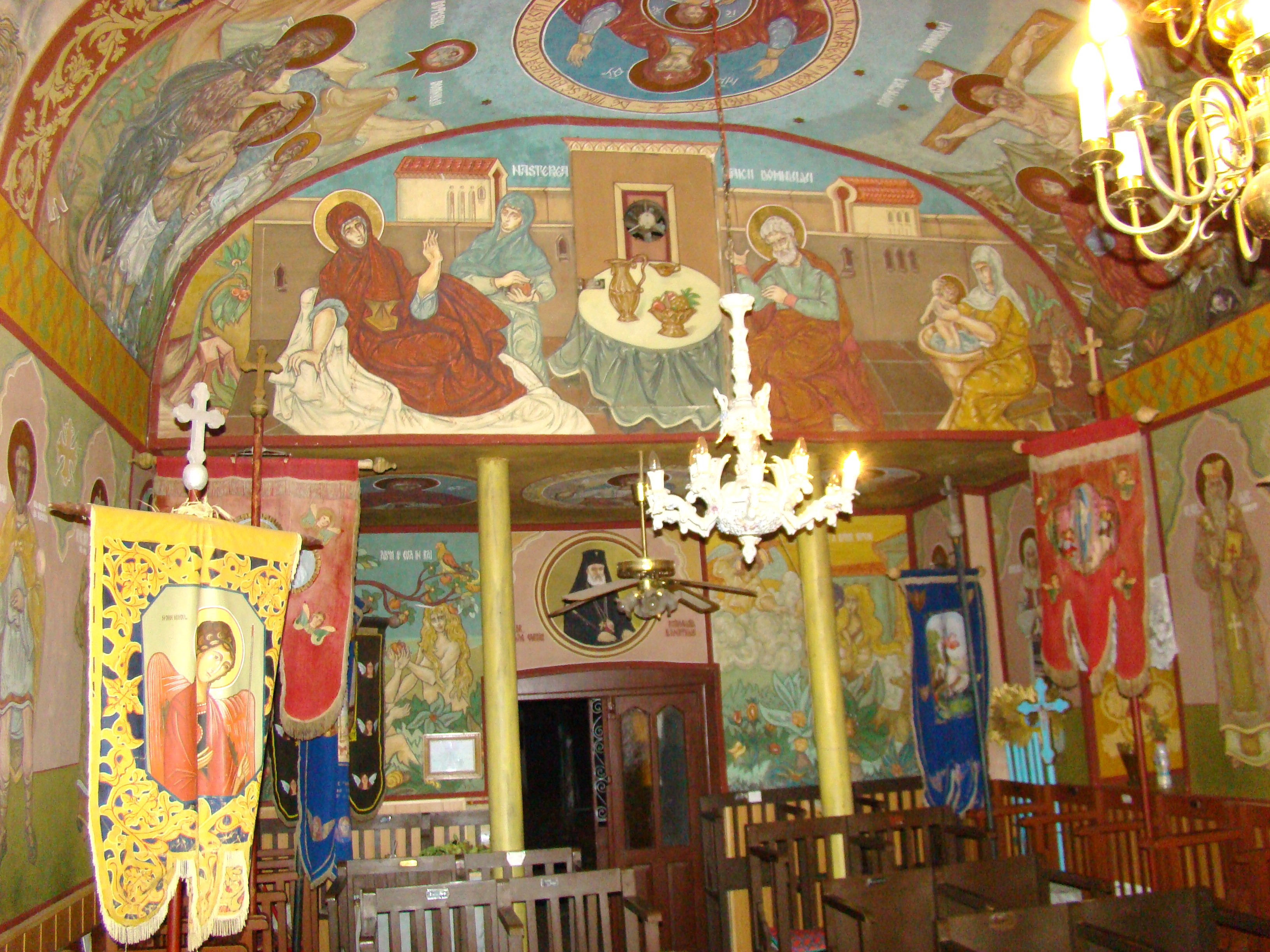
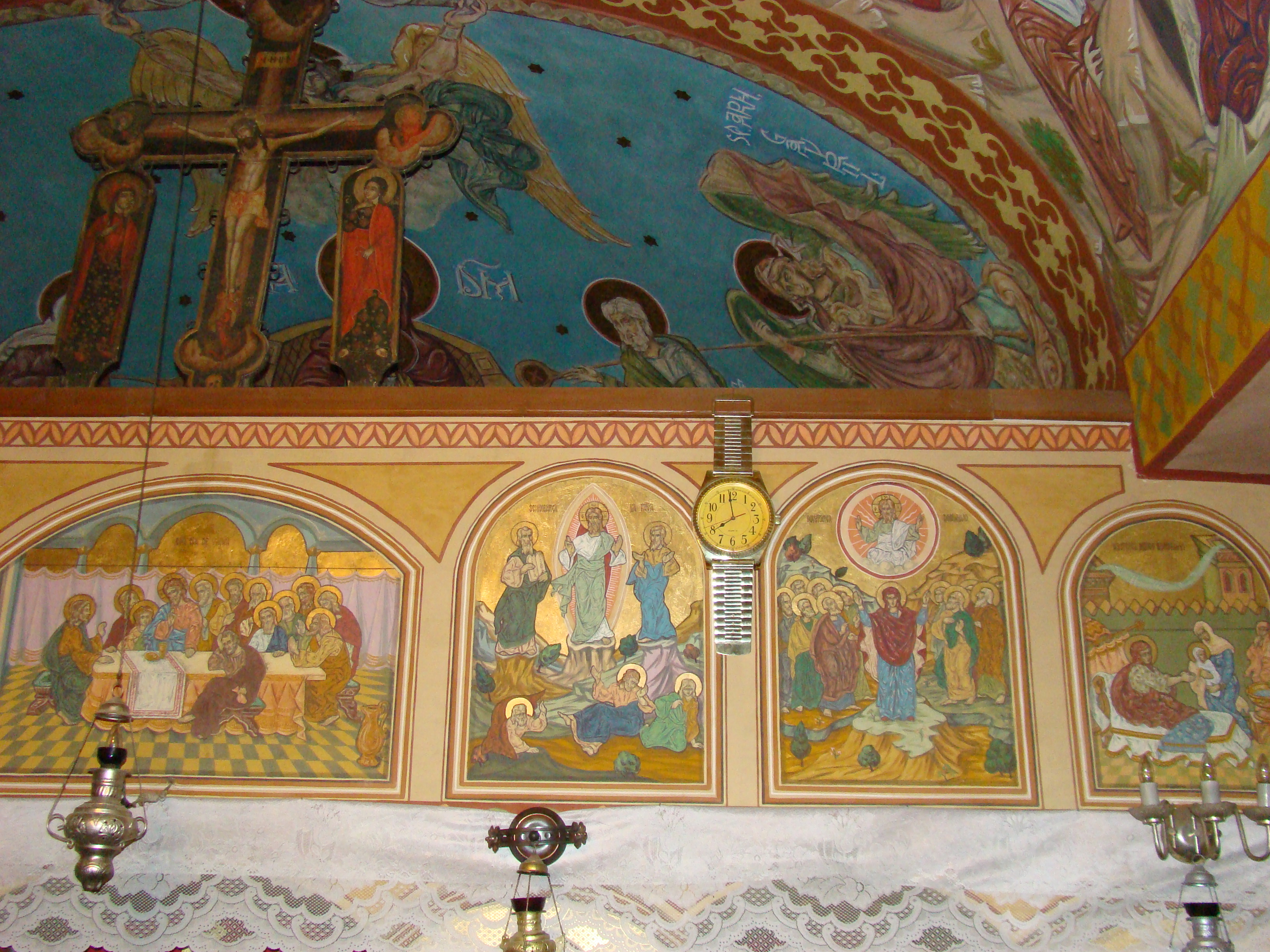
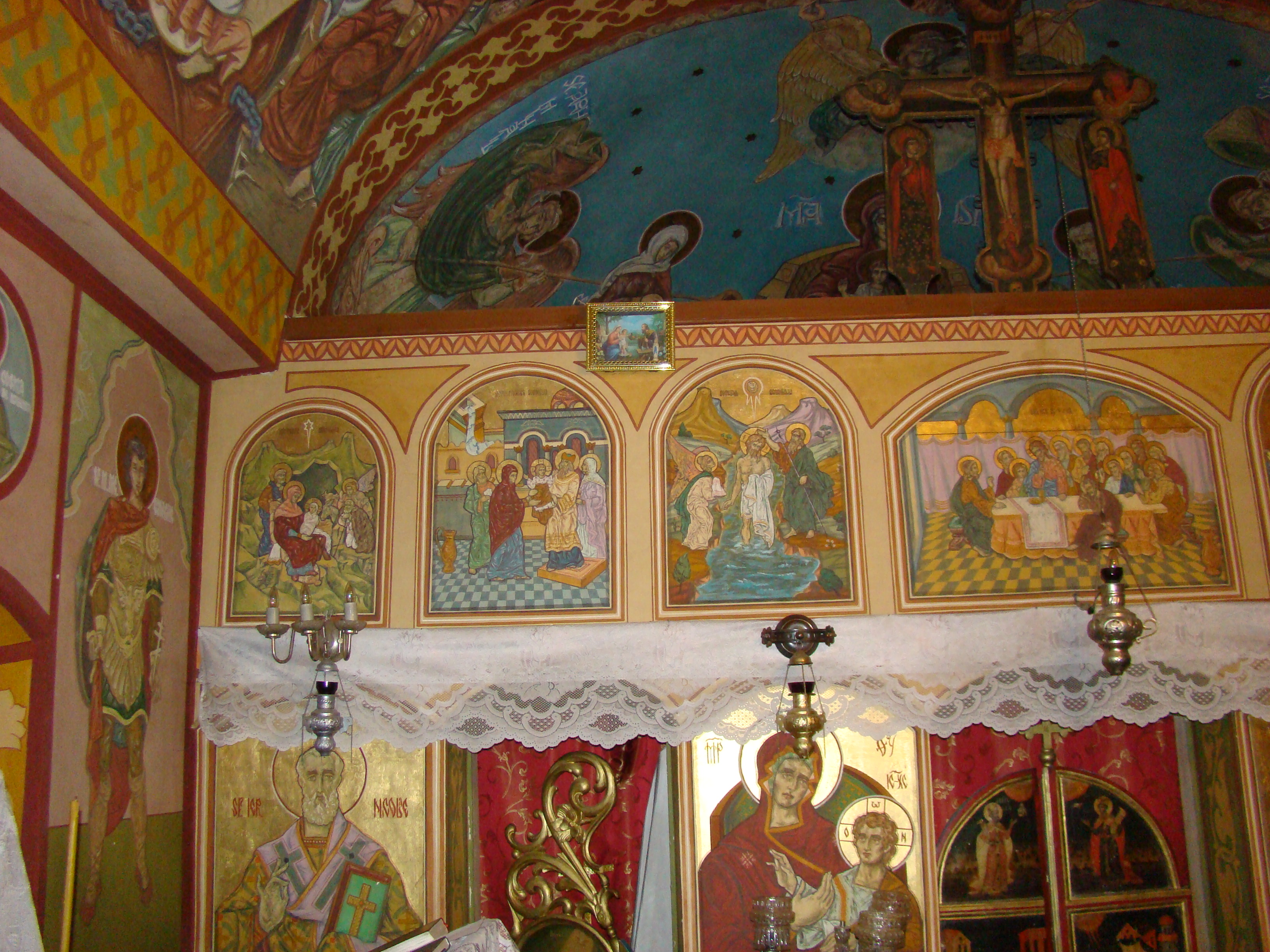
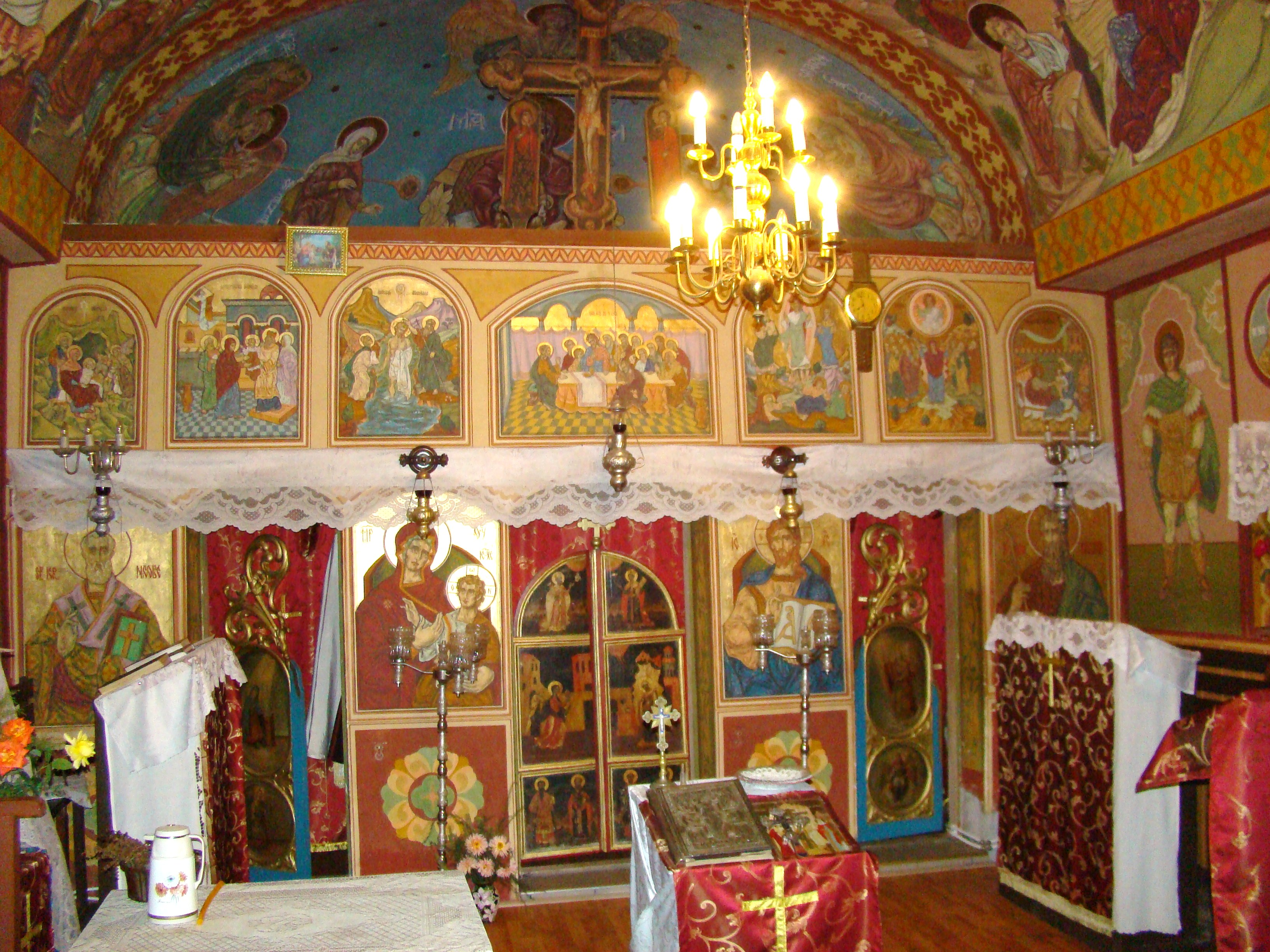
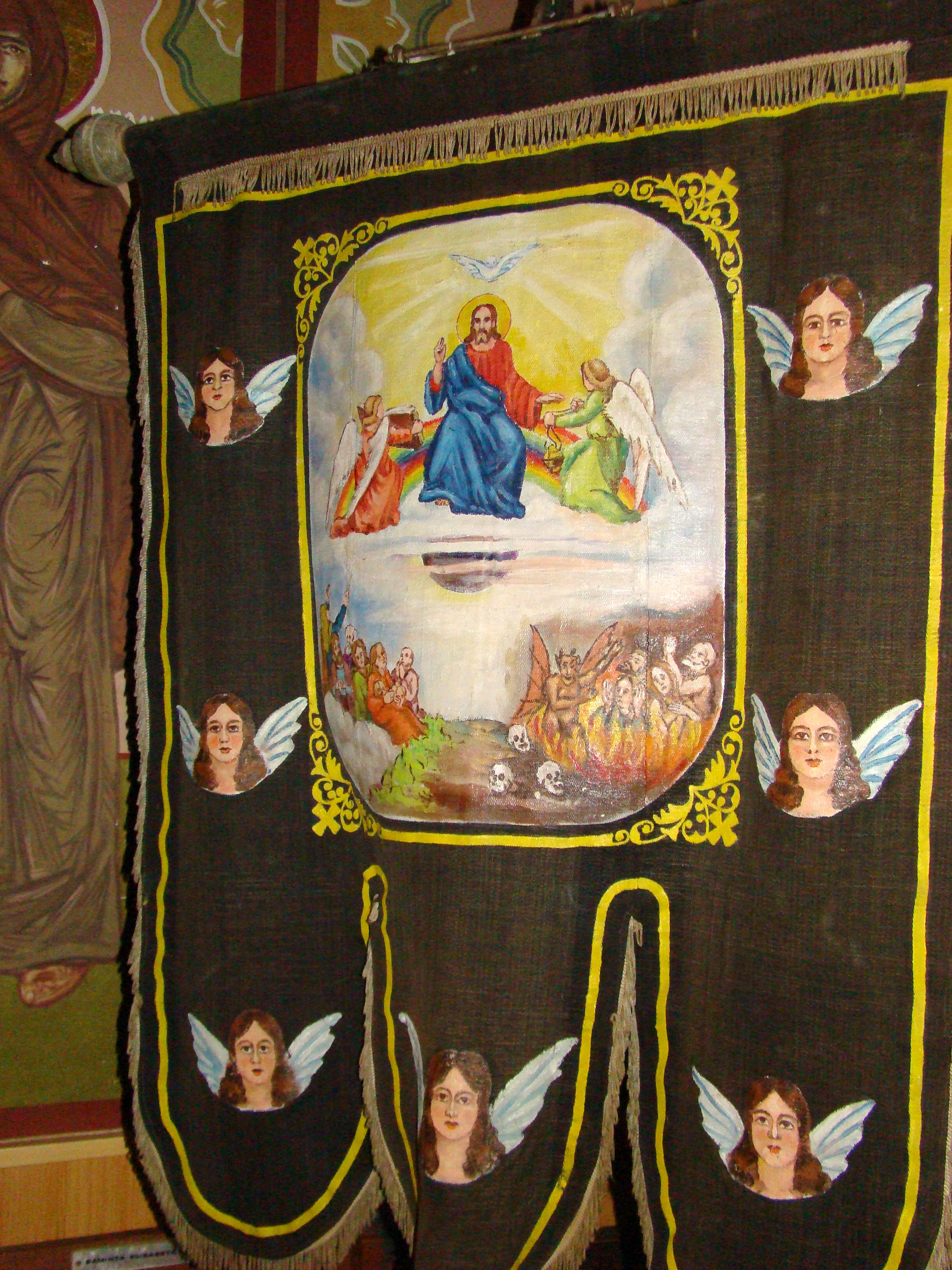
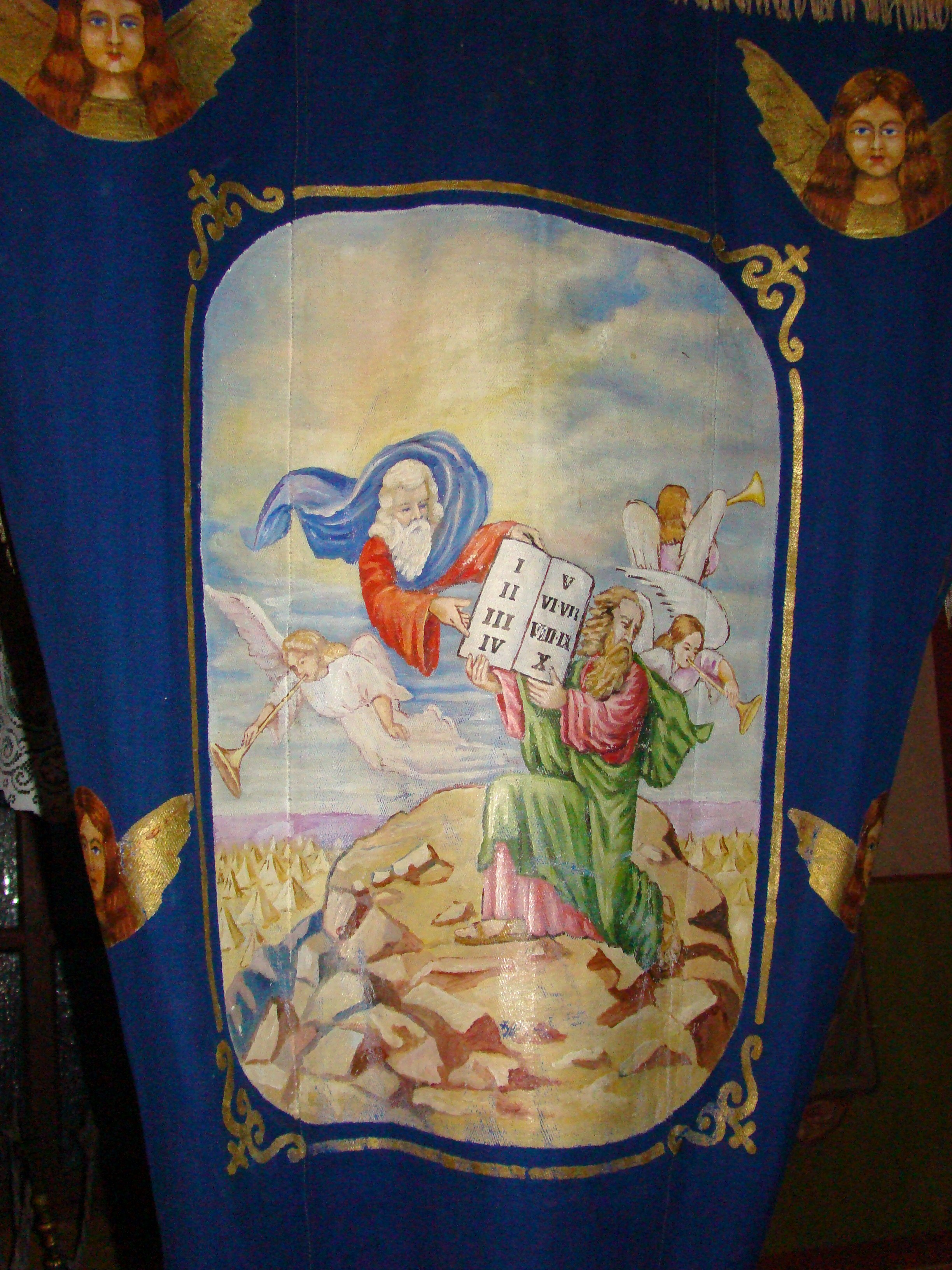
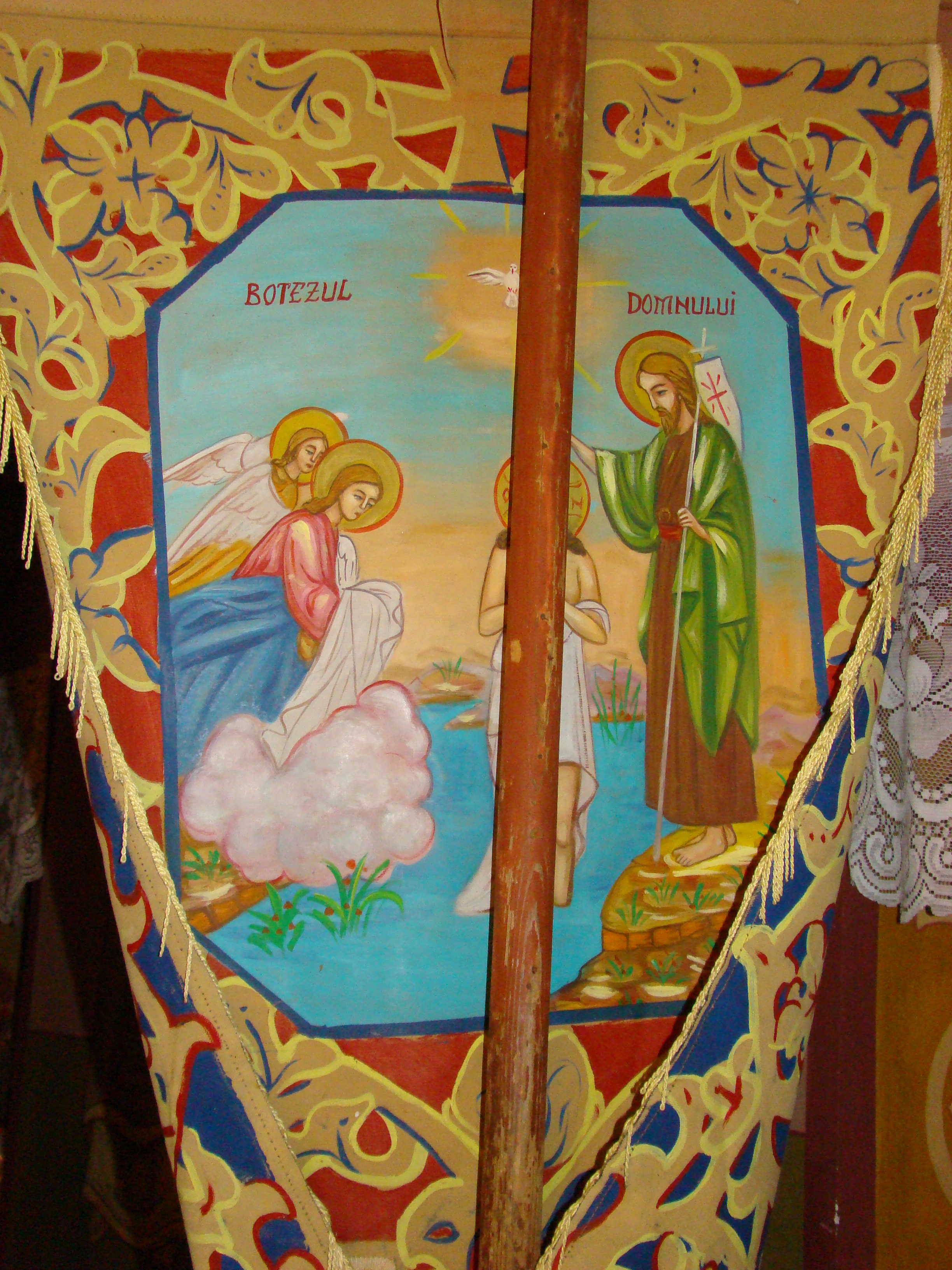
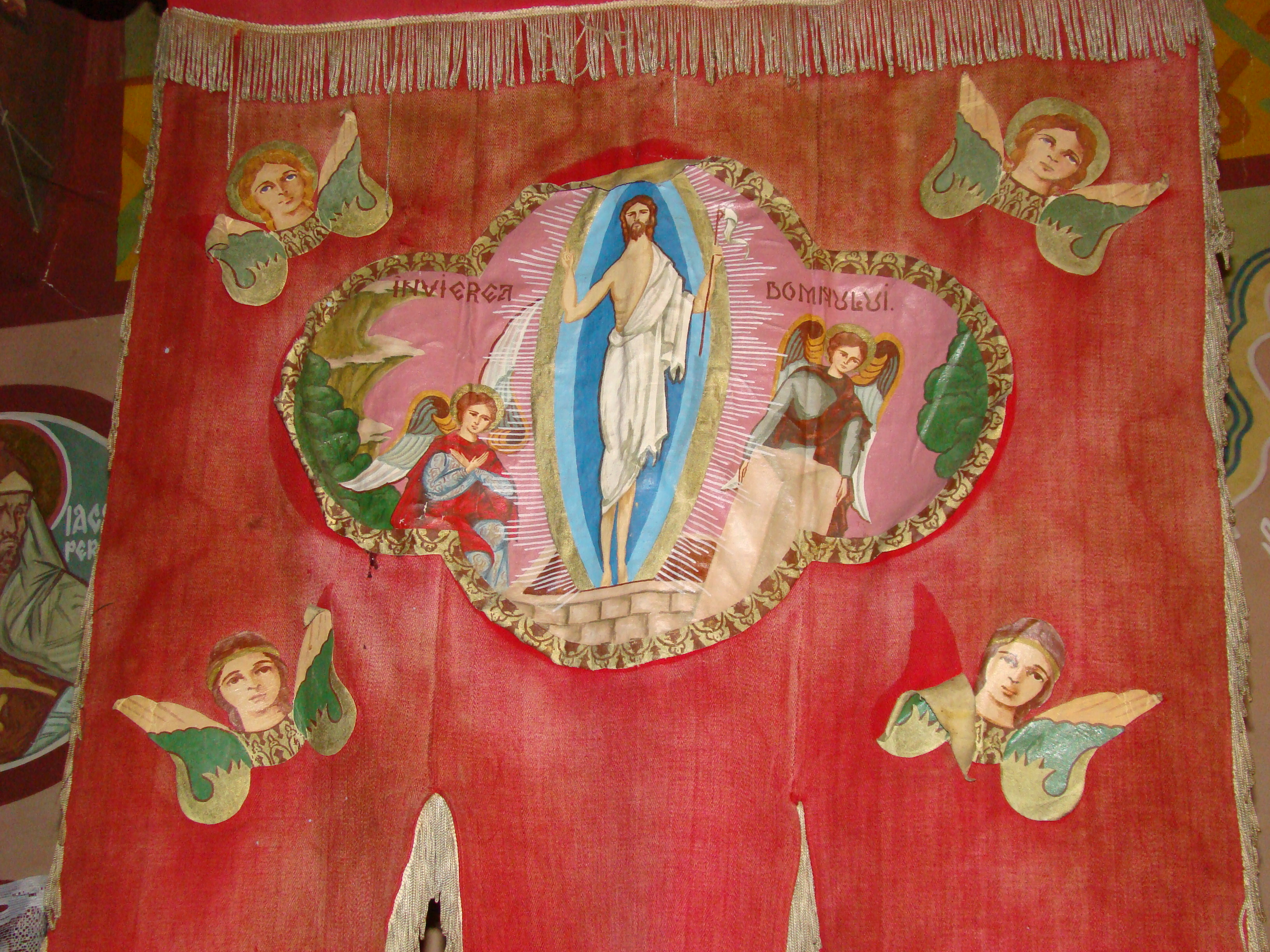
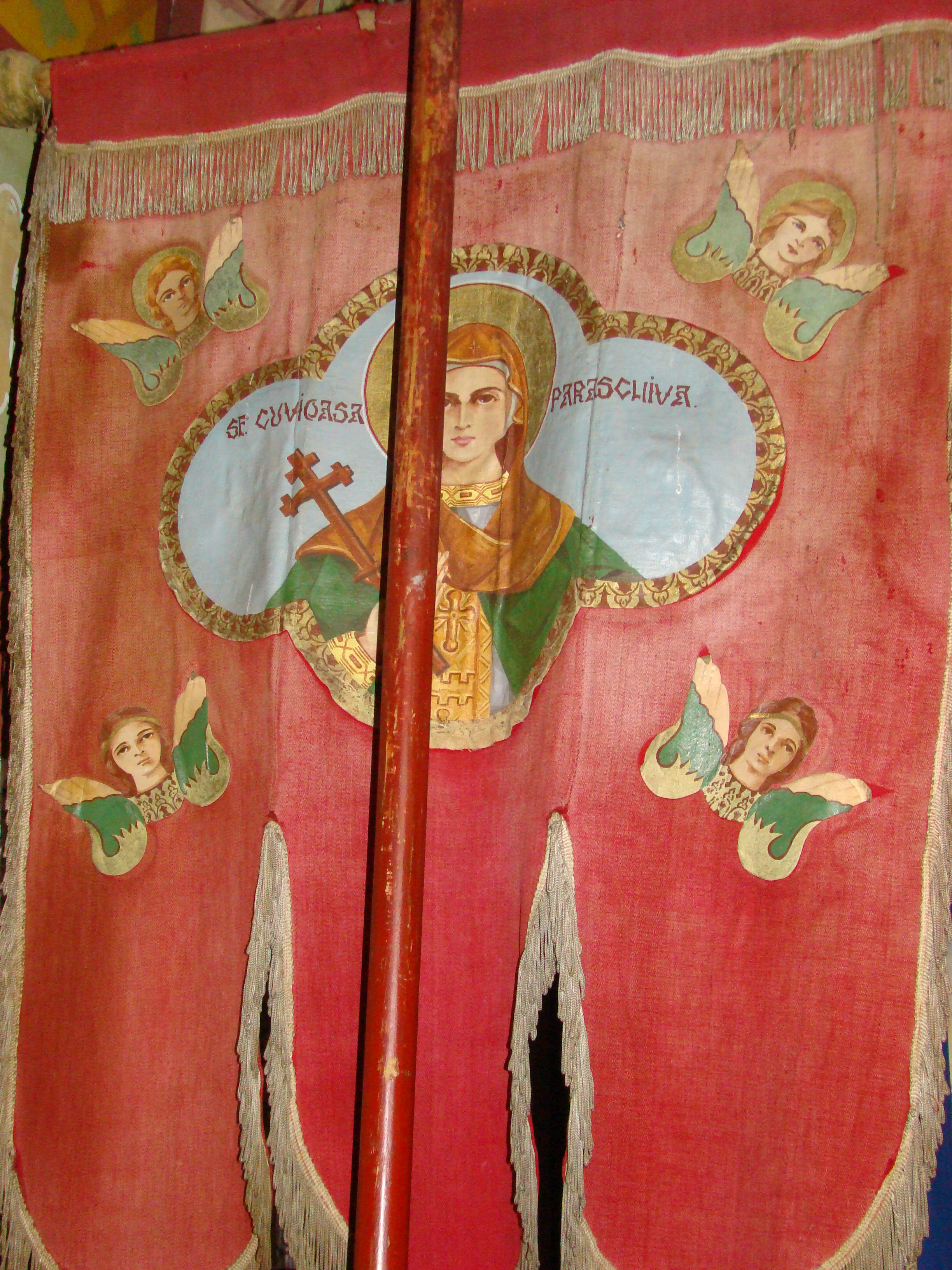
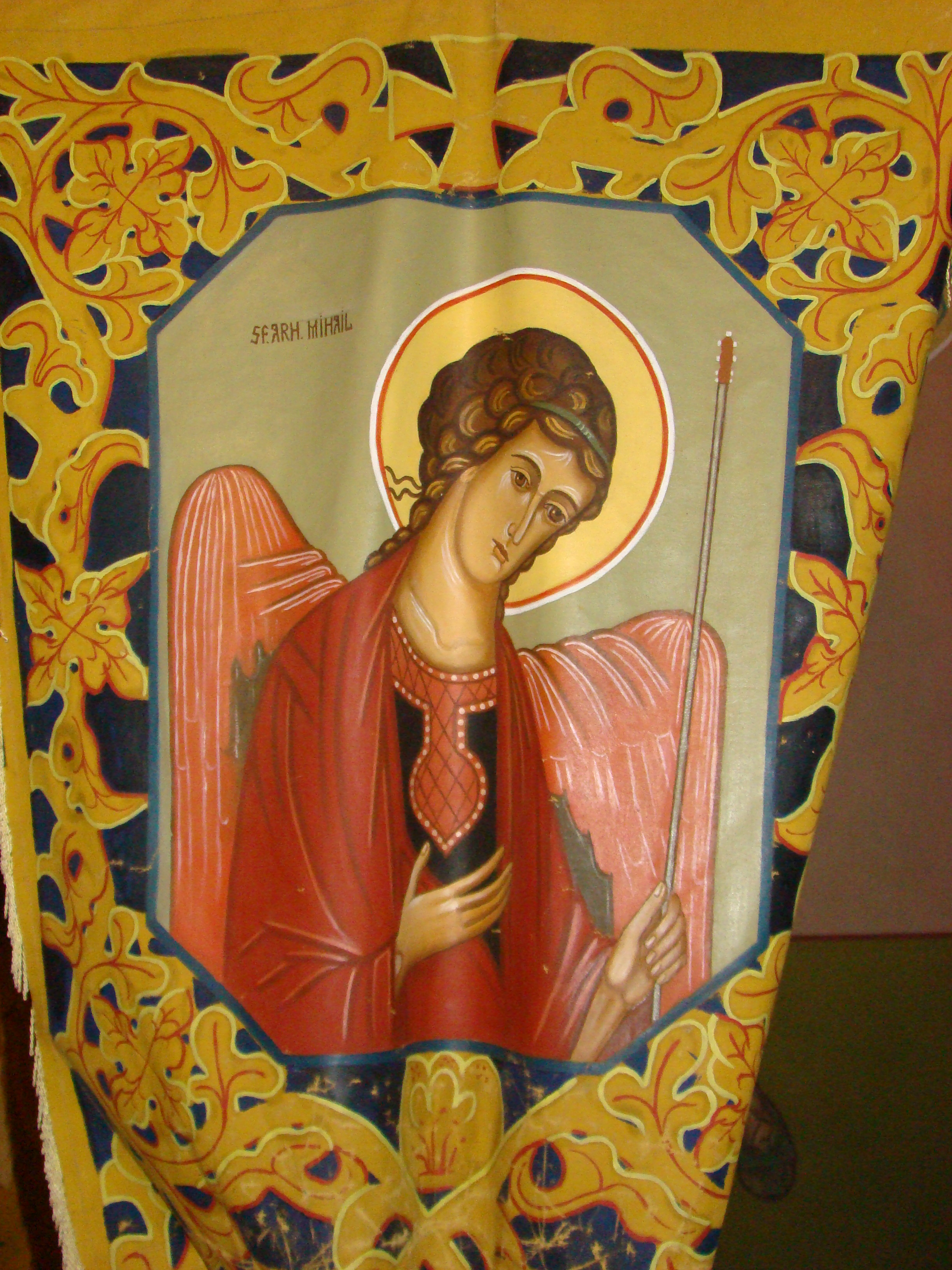
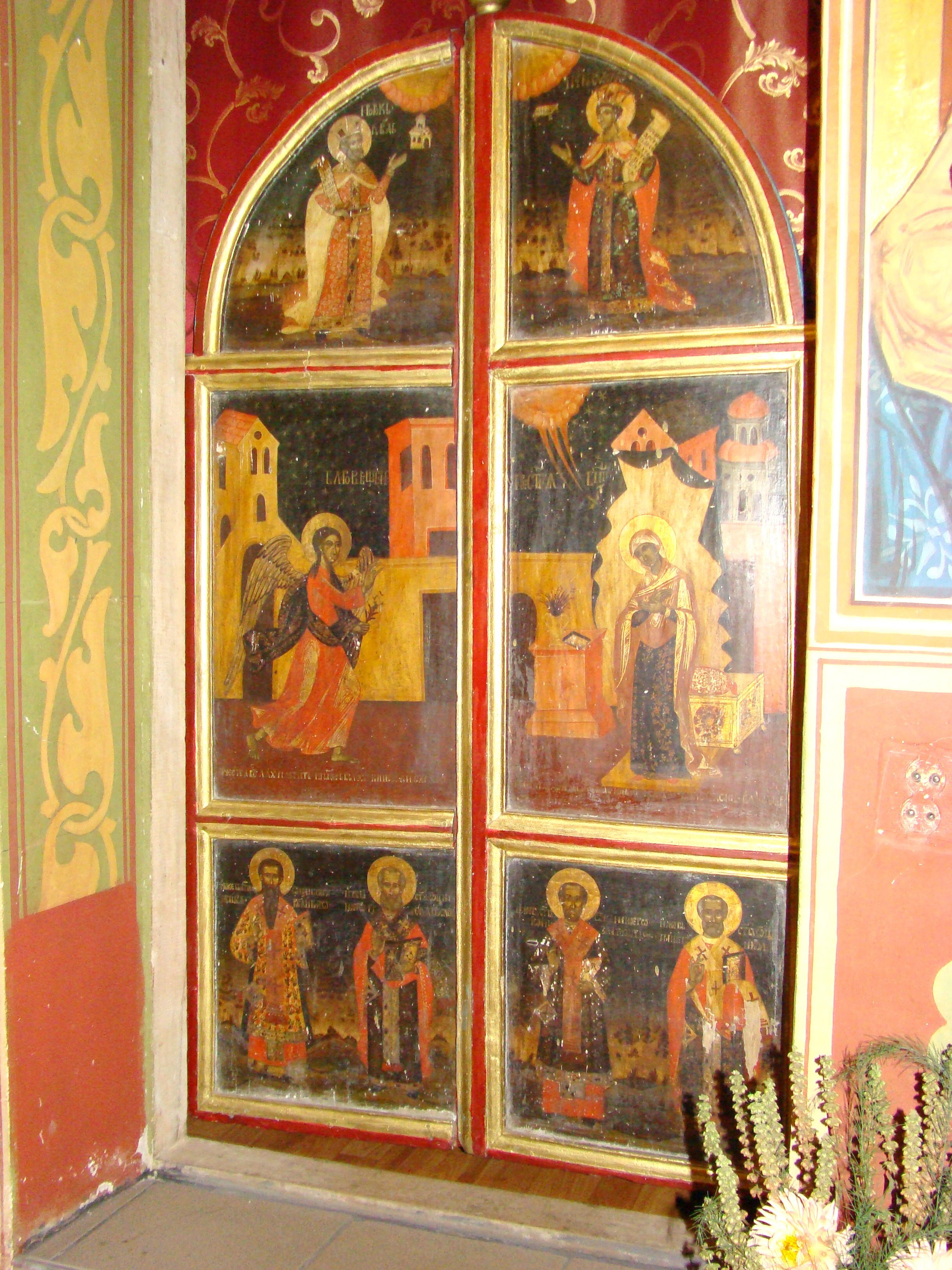
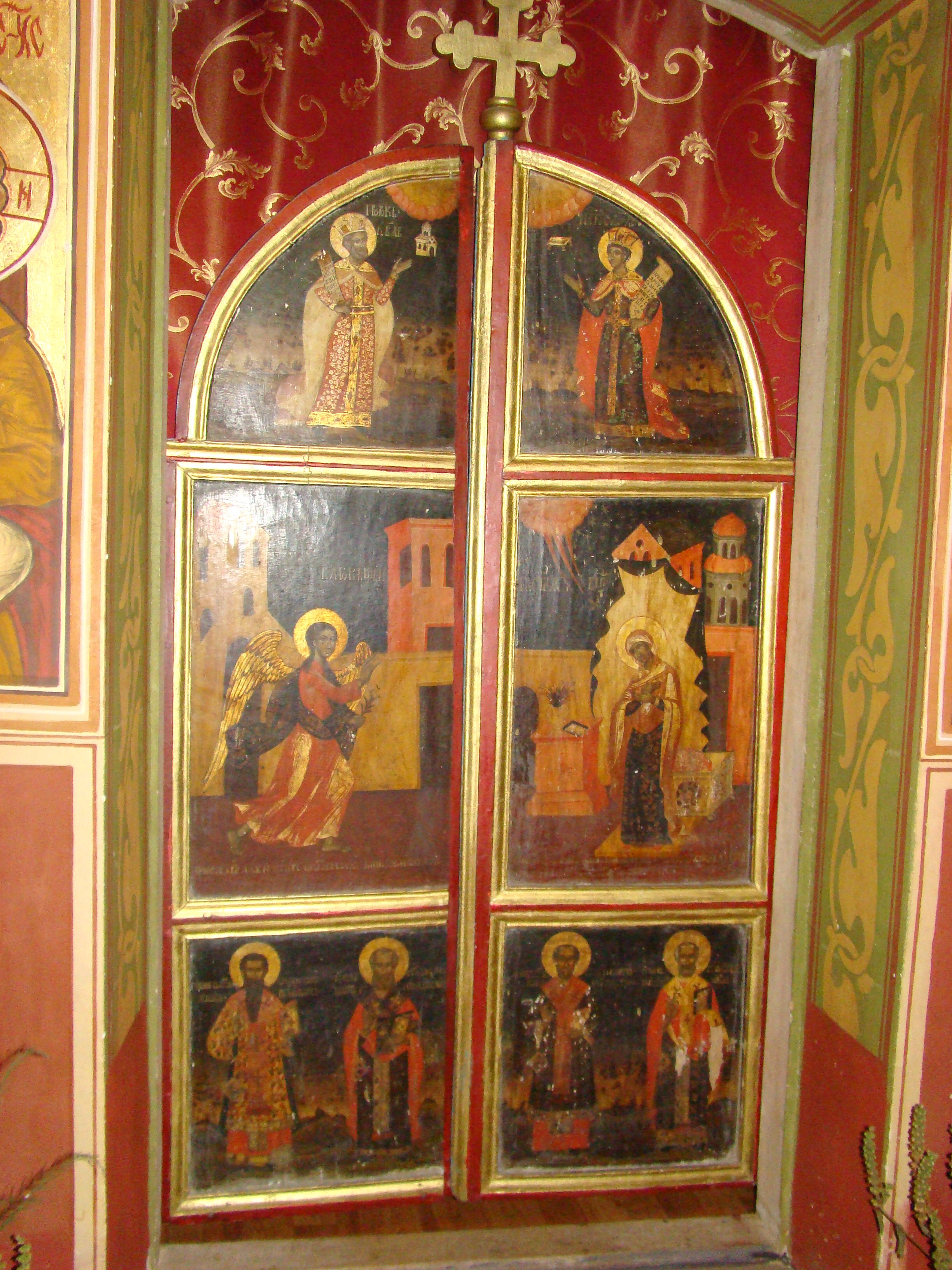
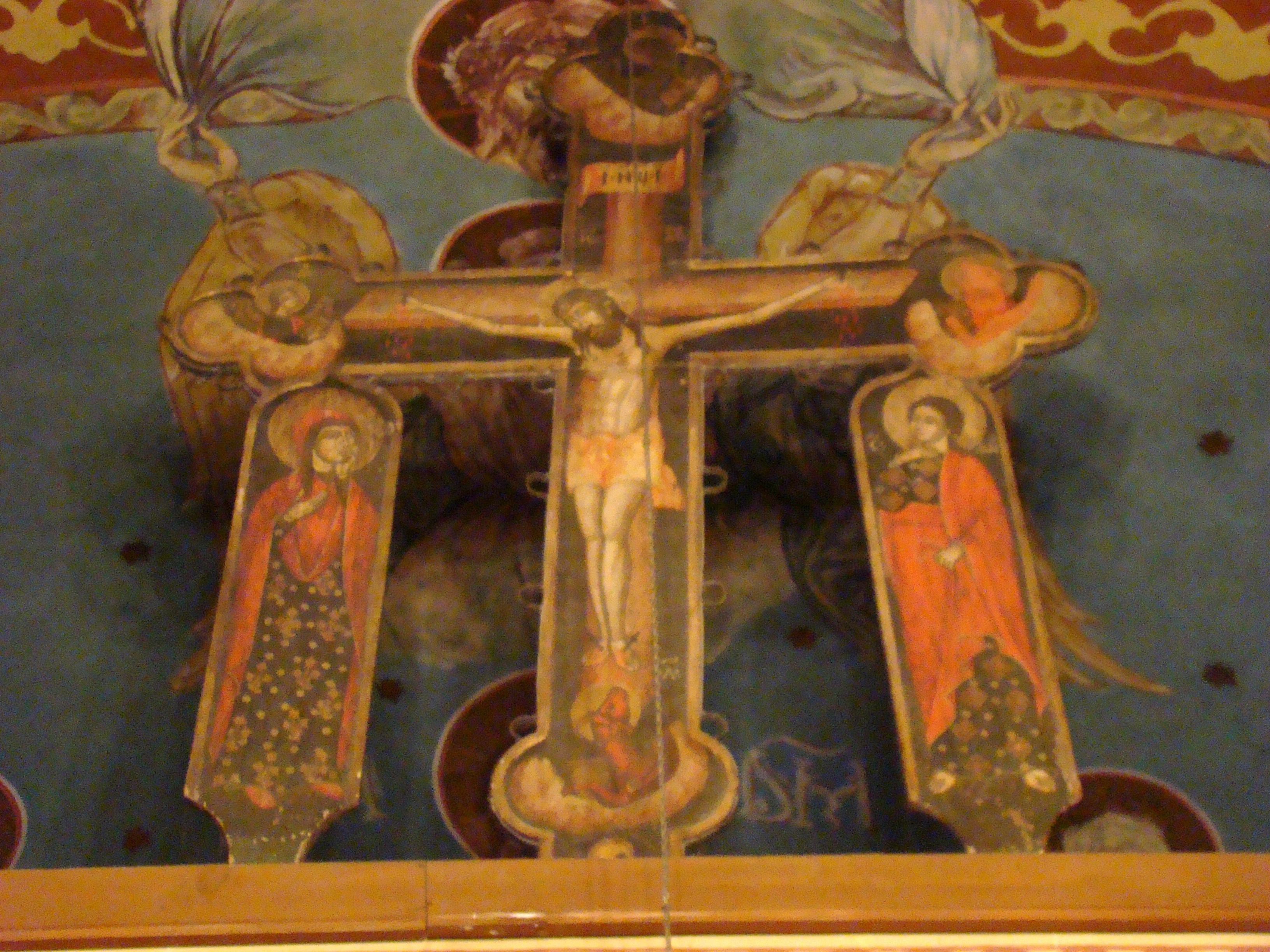

## Imagini din exterior

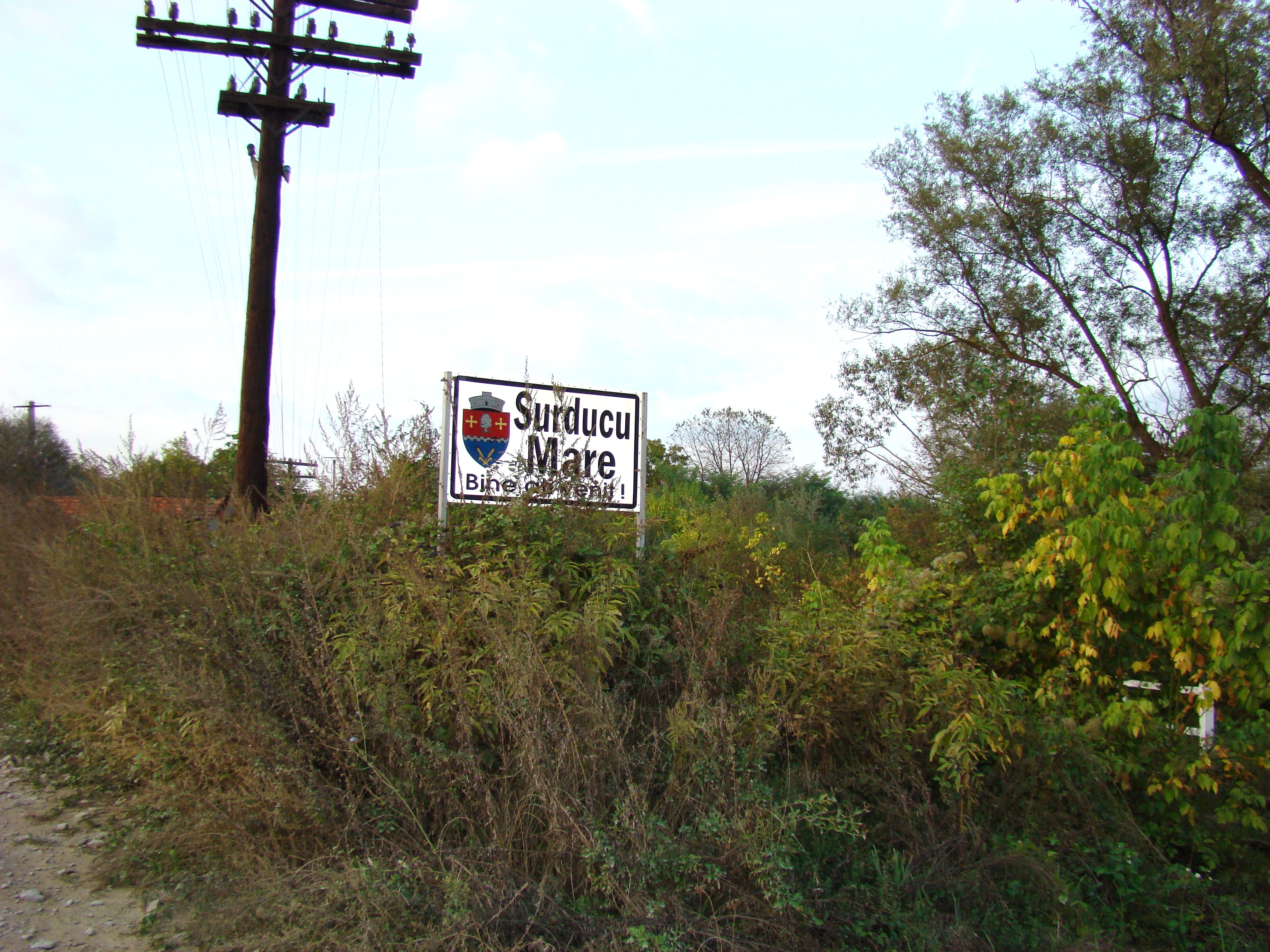
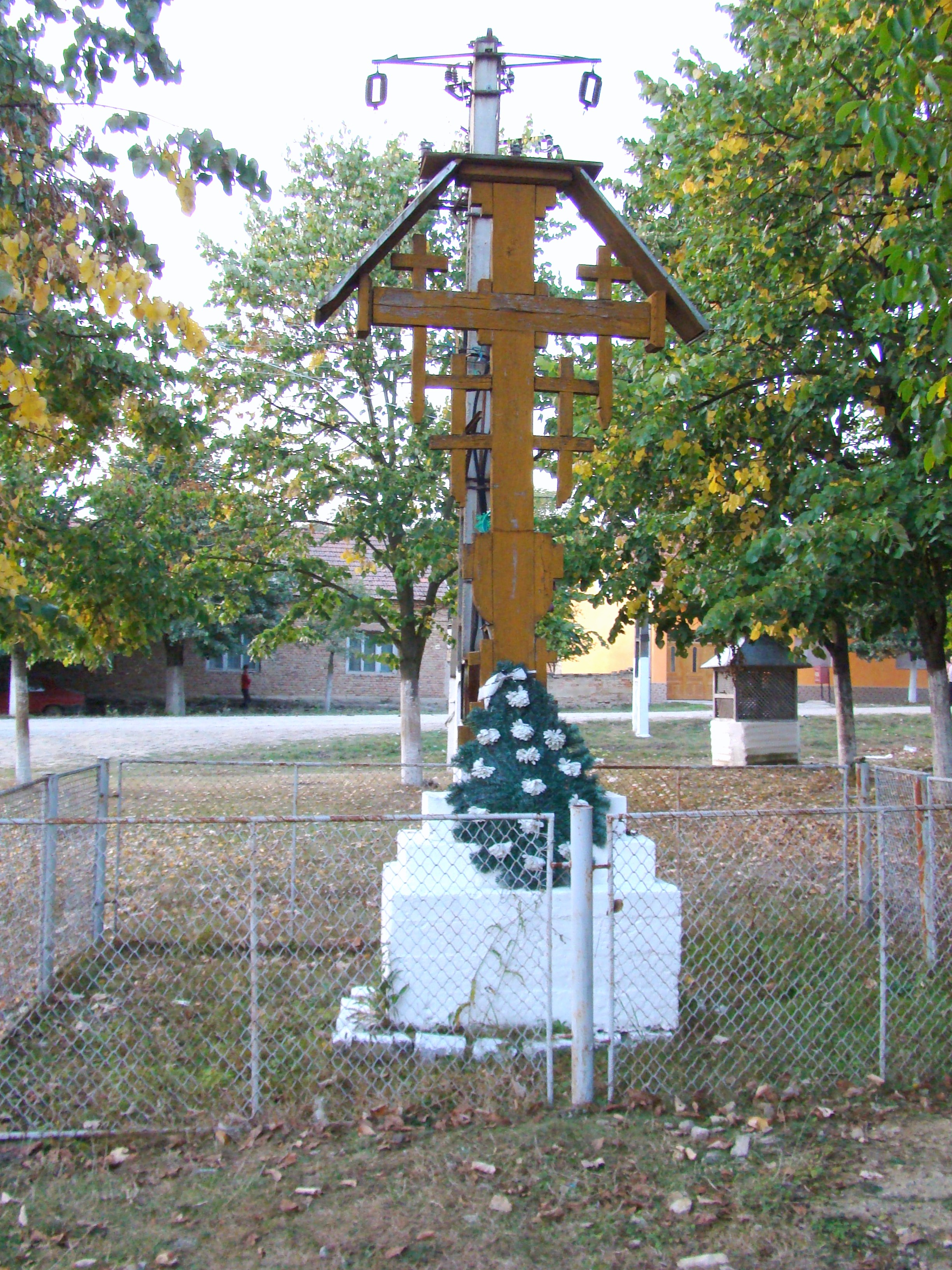
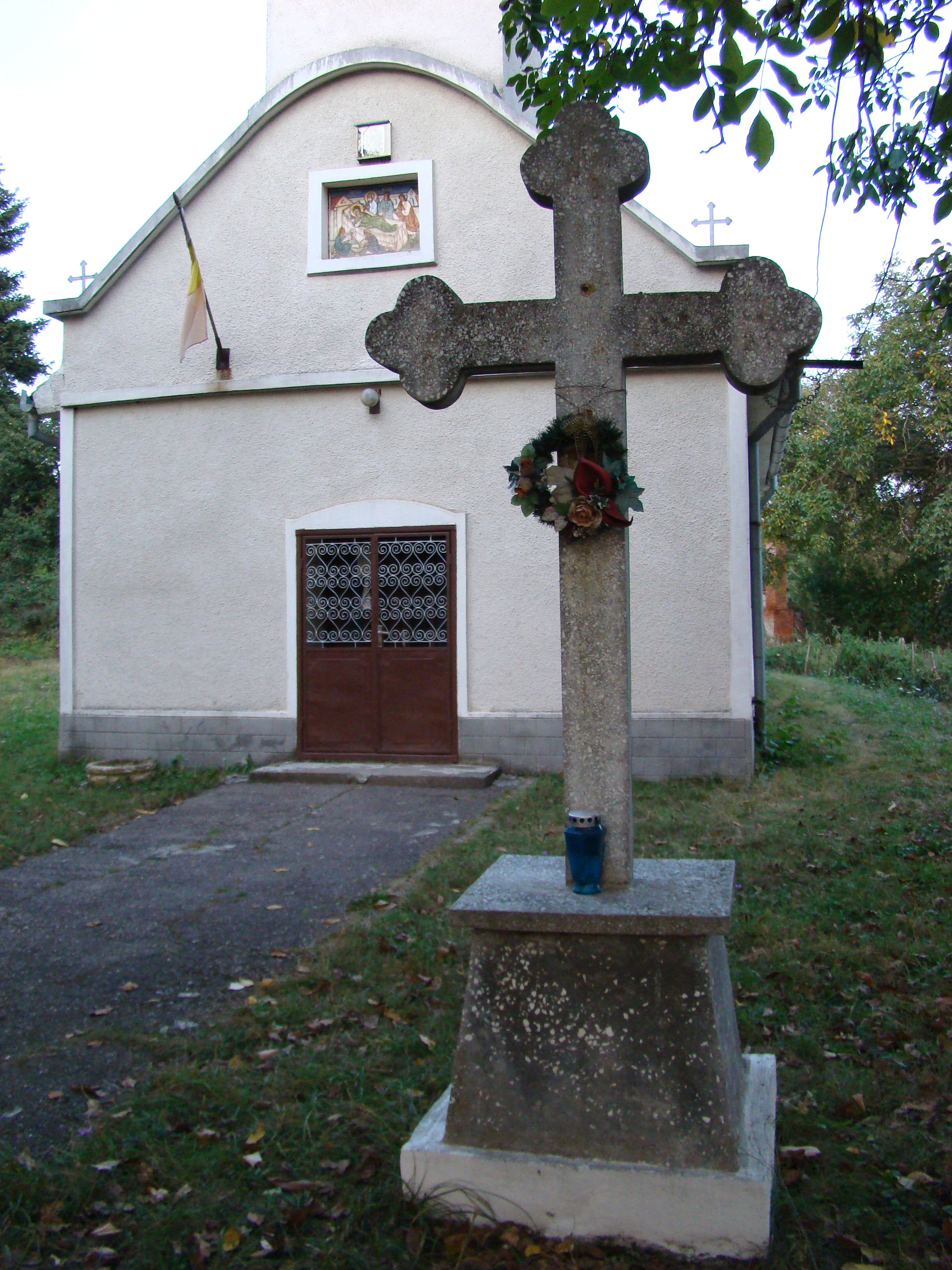
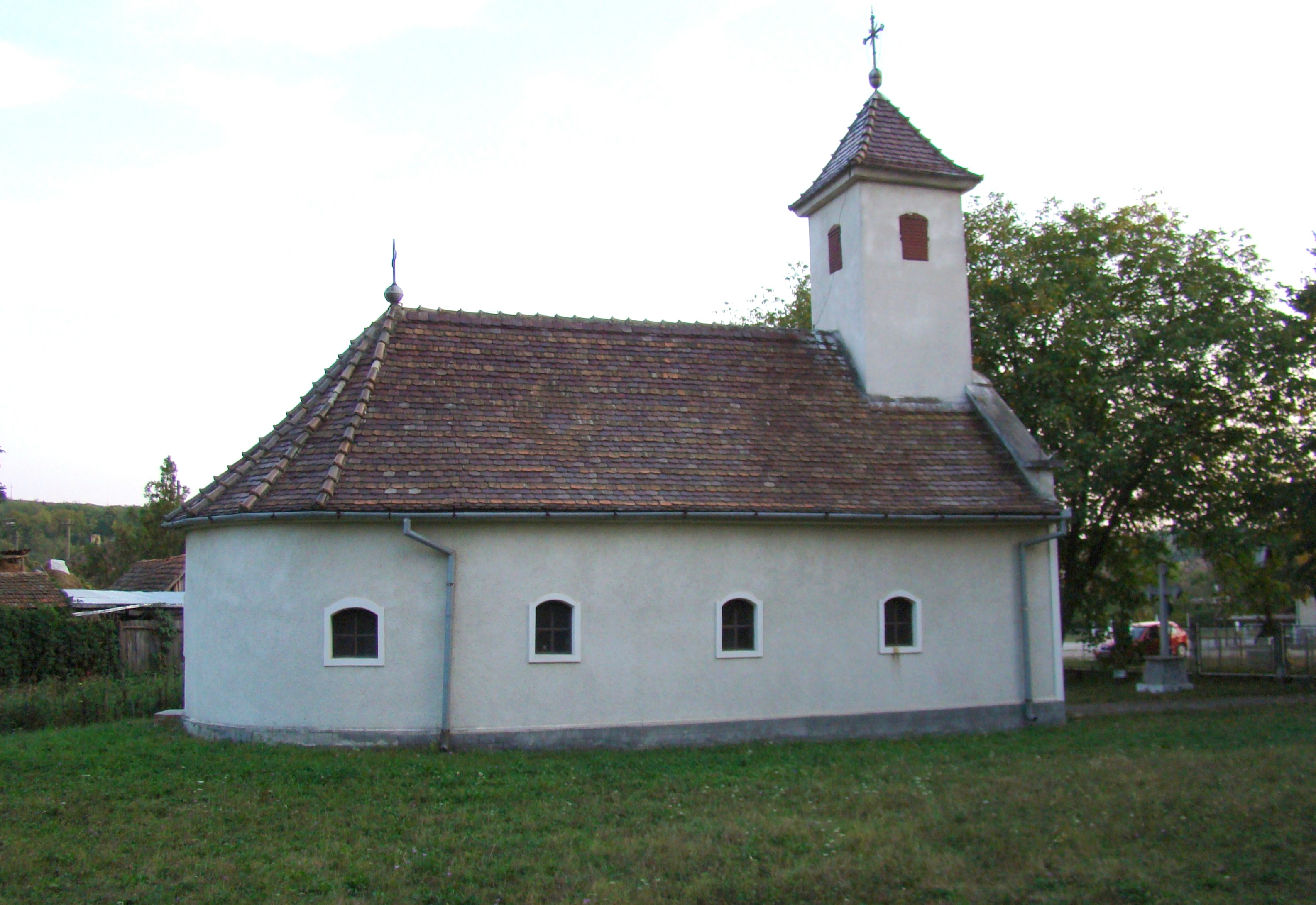
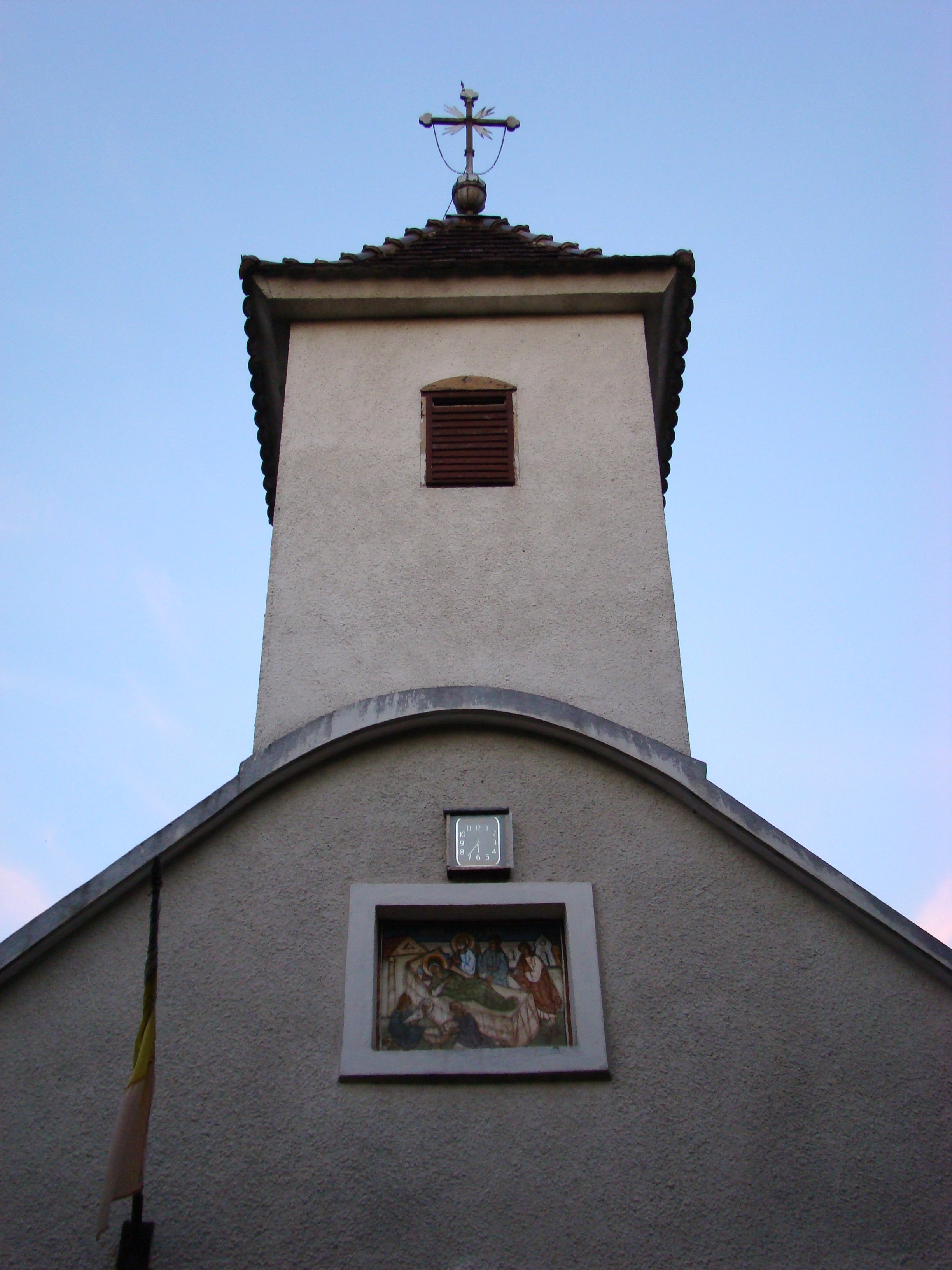
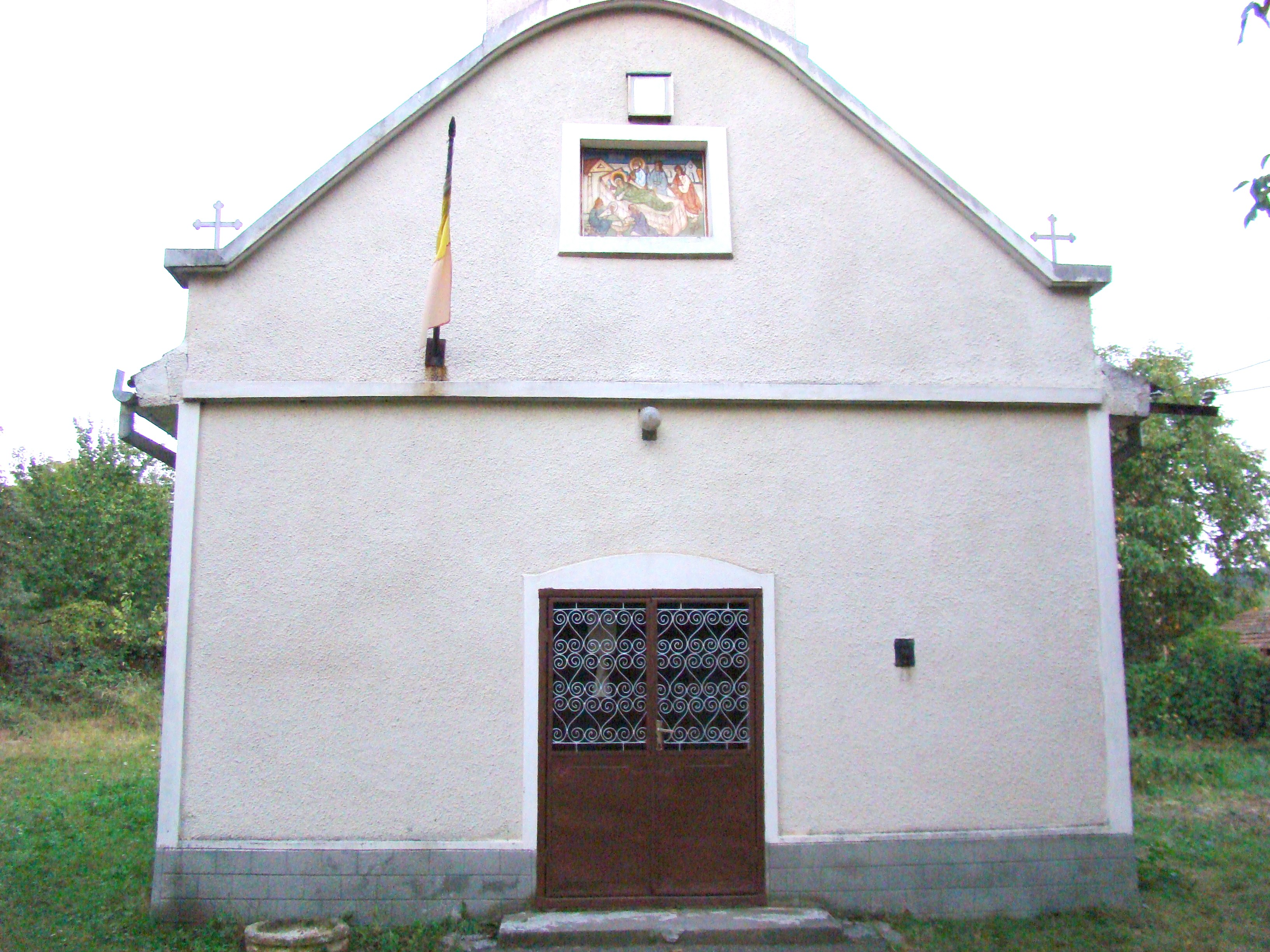
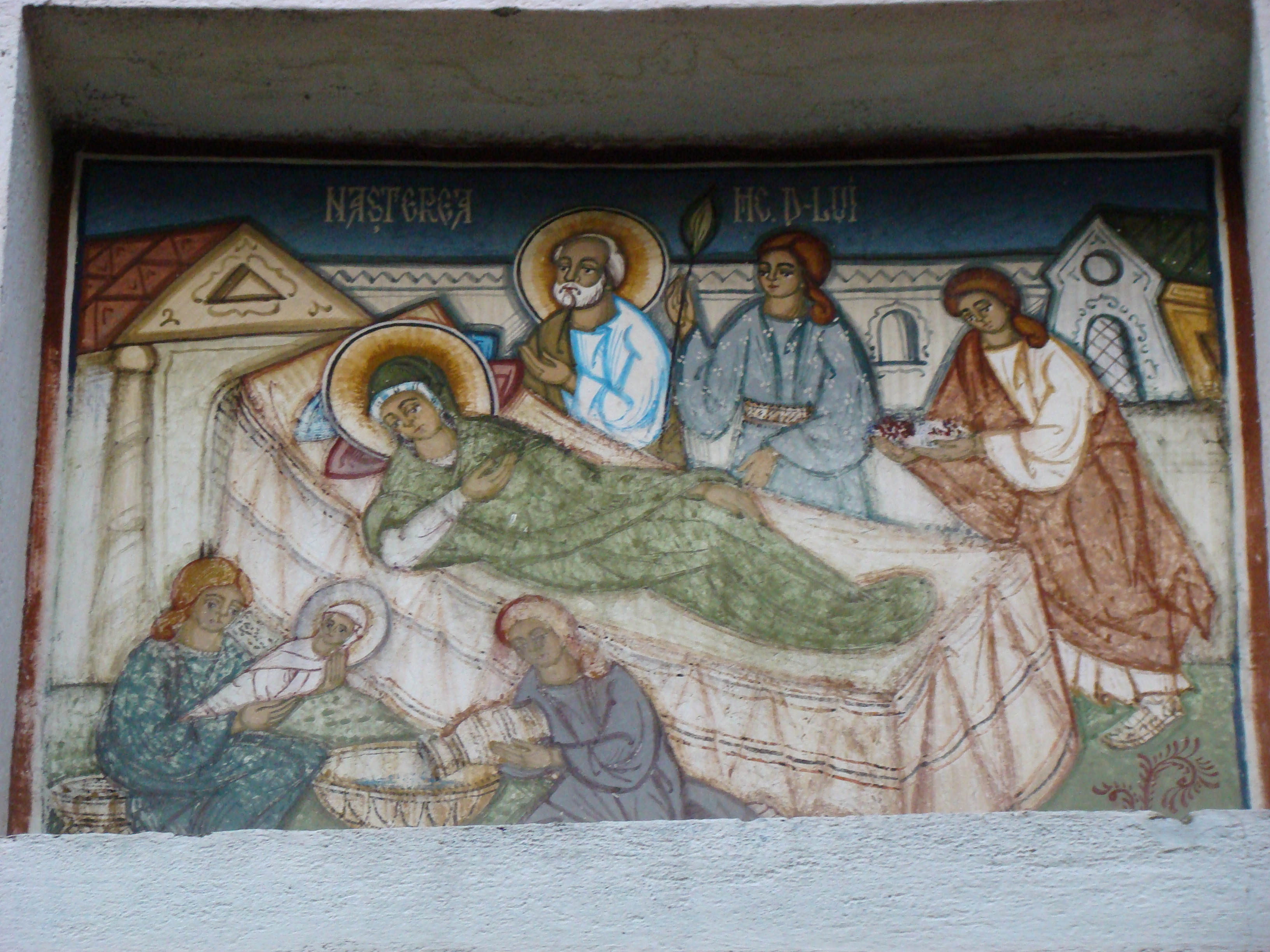
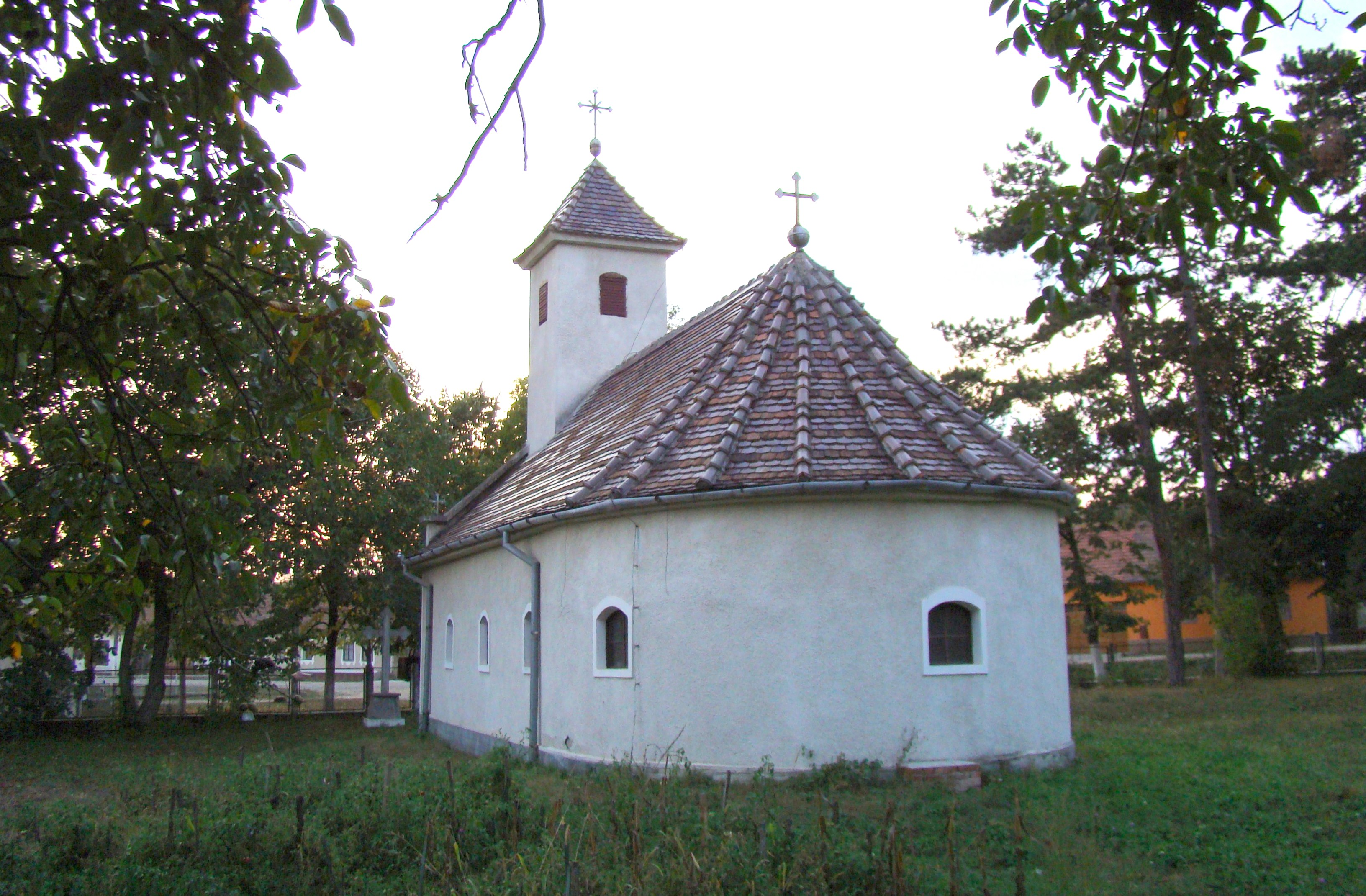
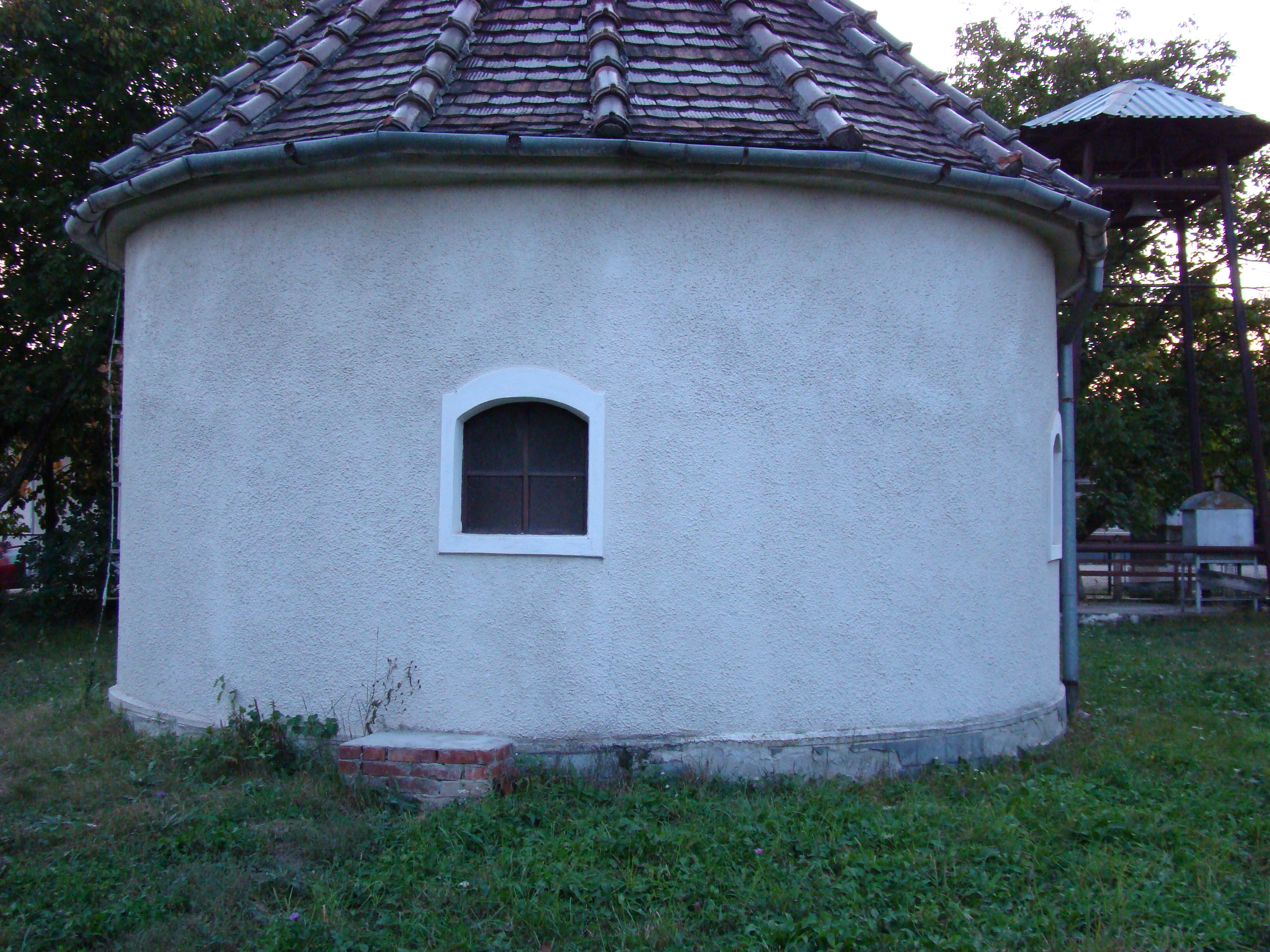
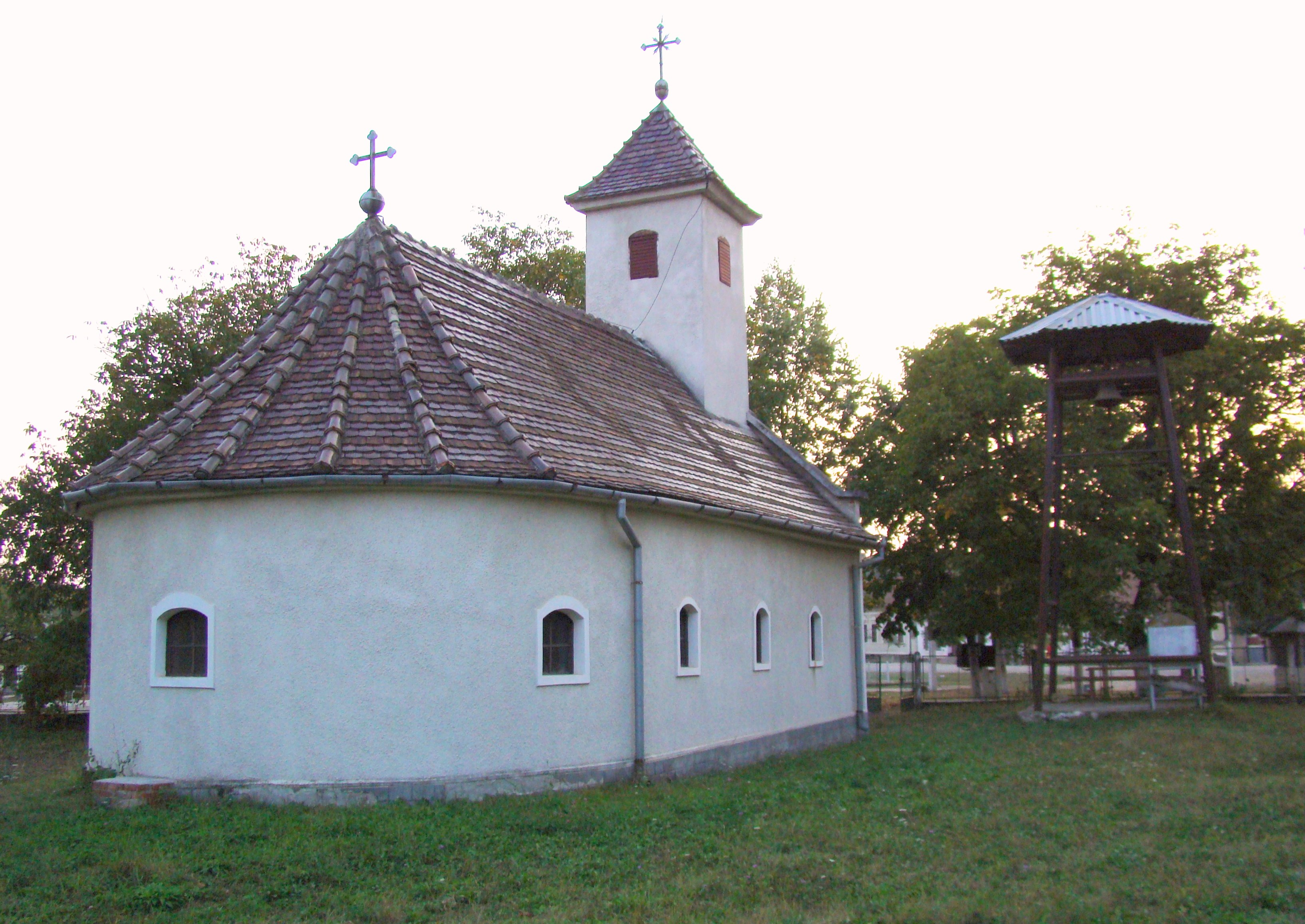
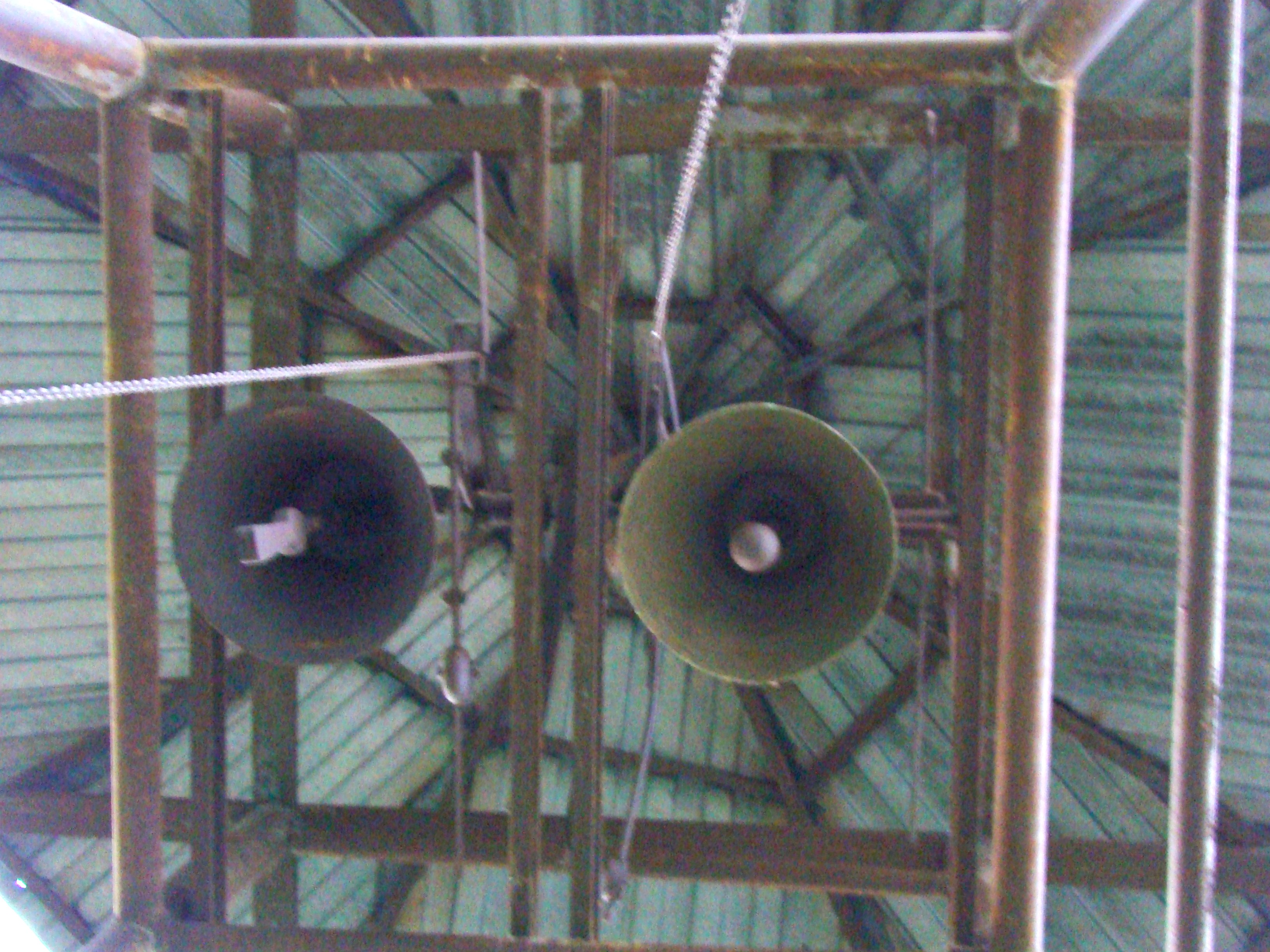
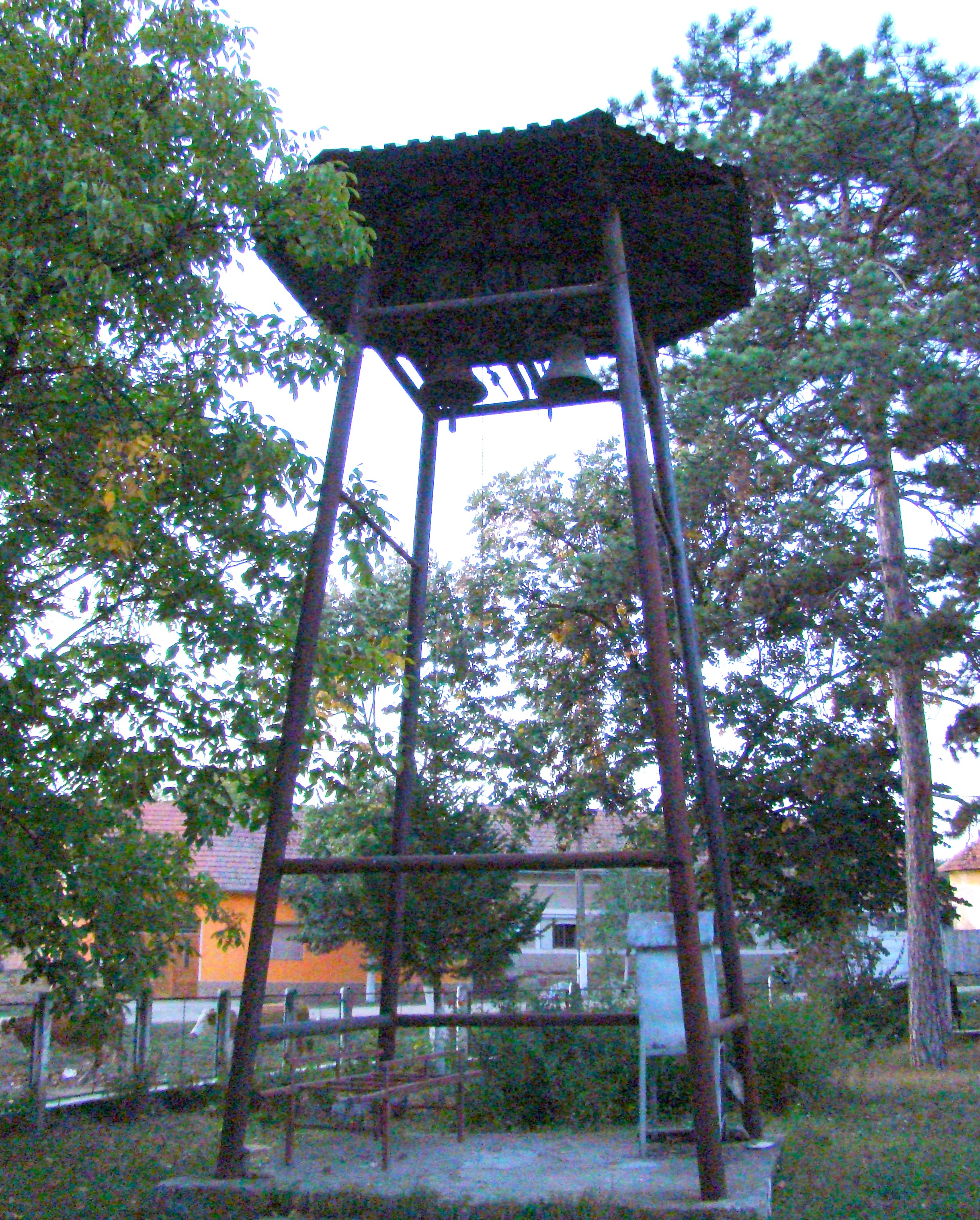
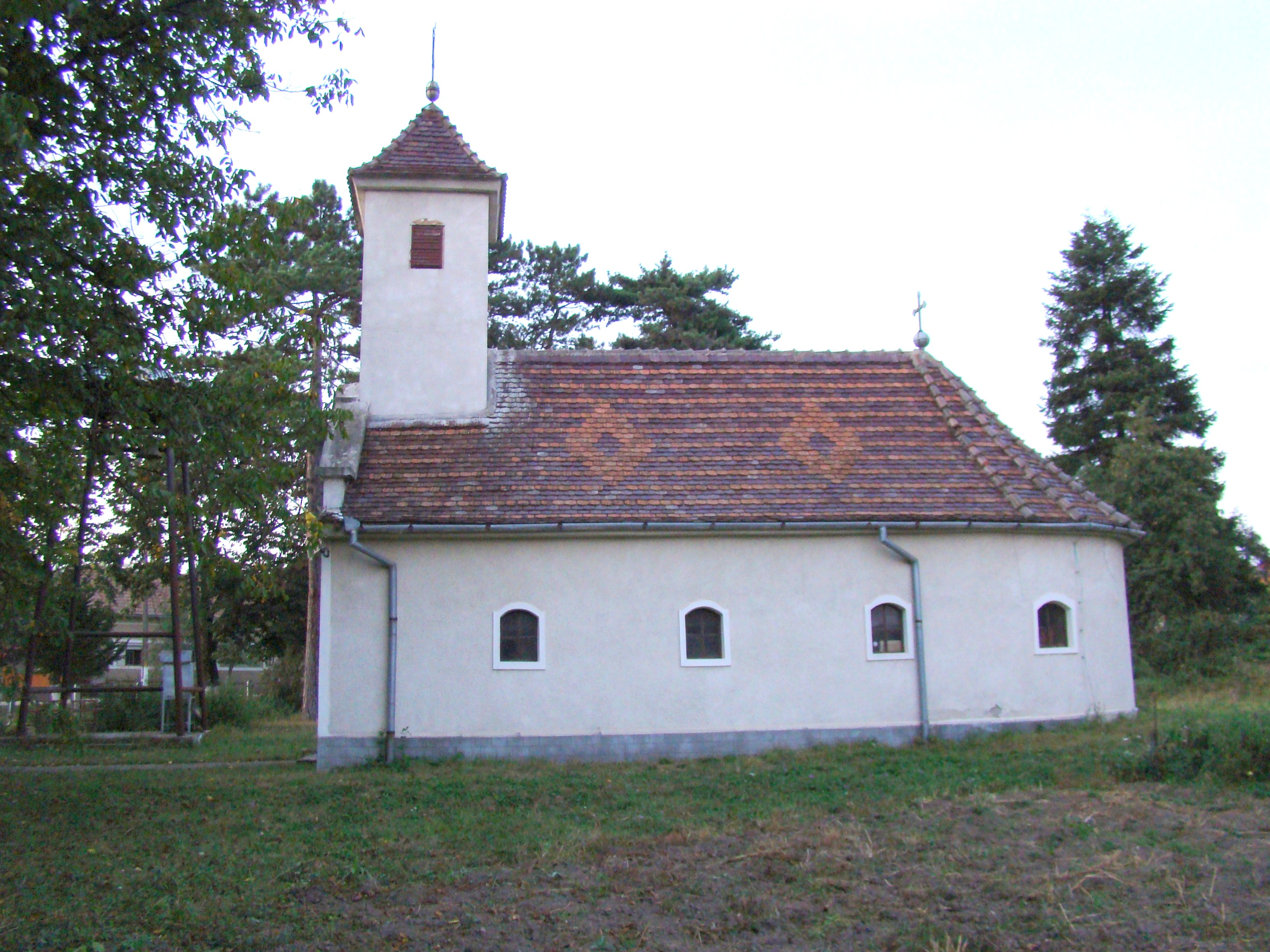
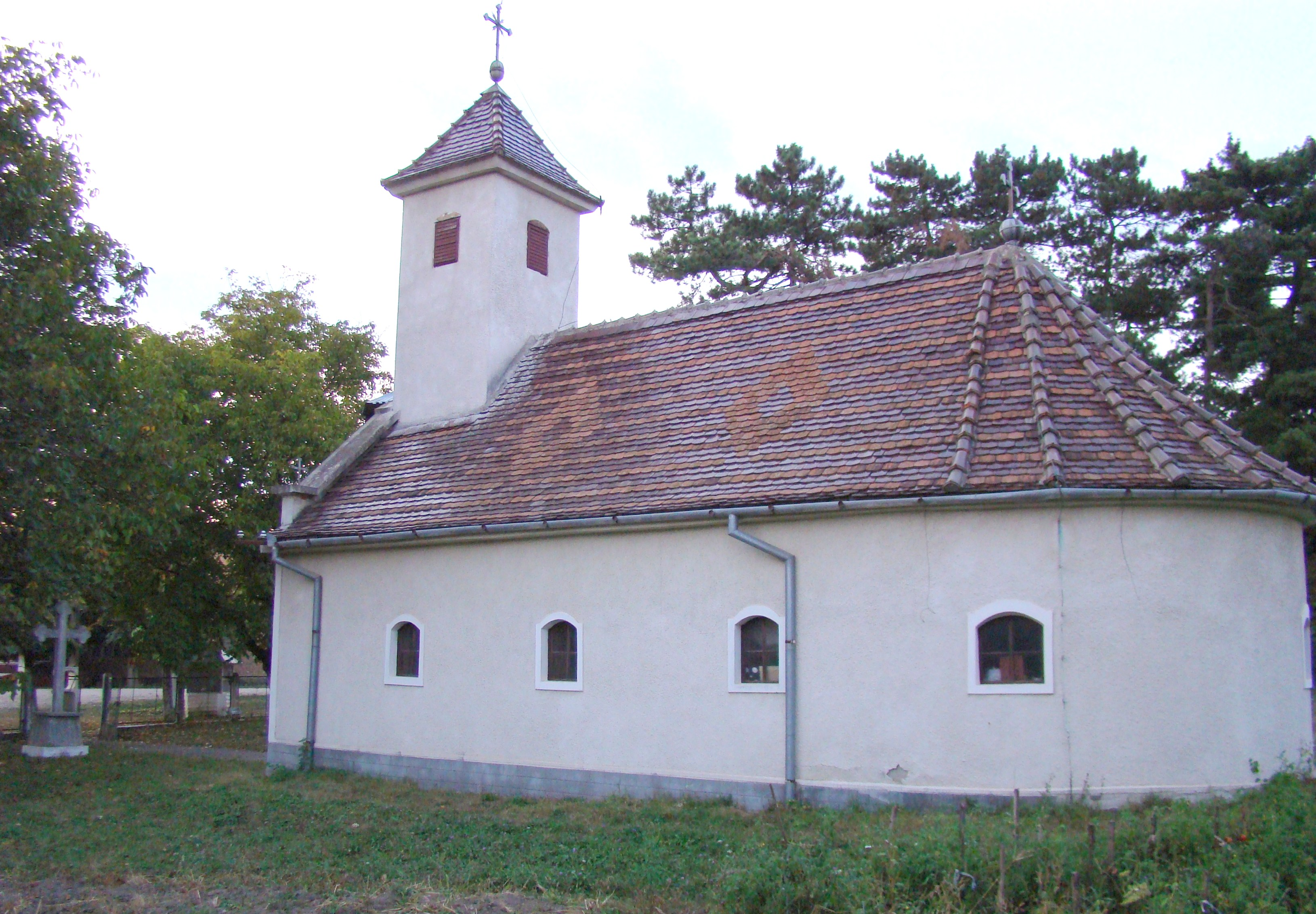
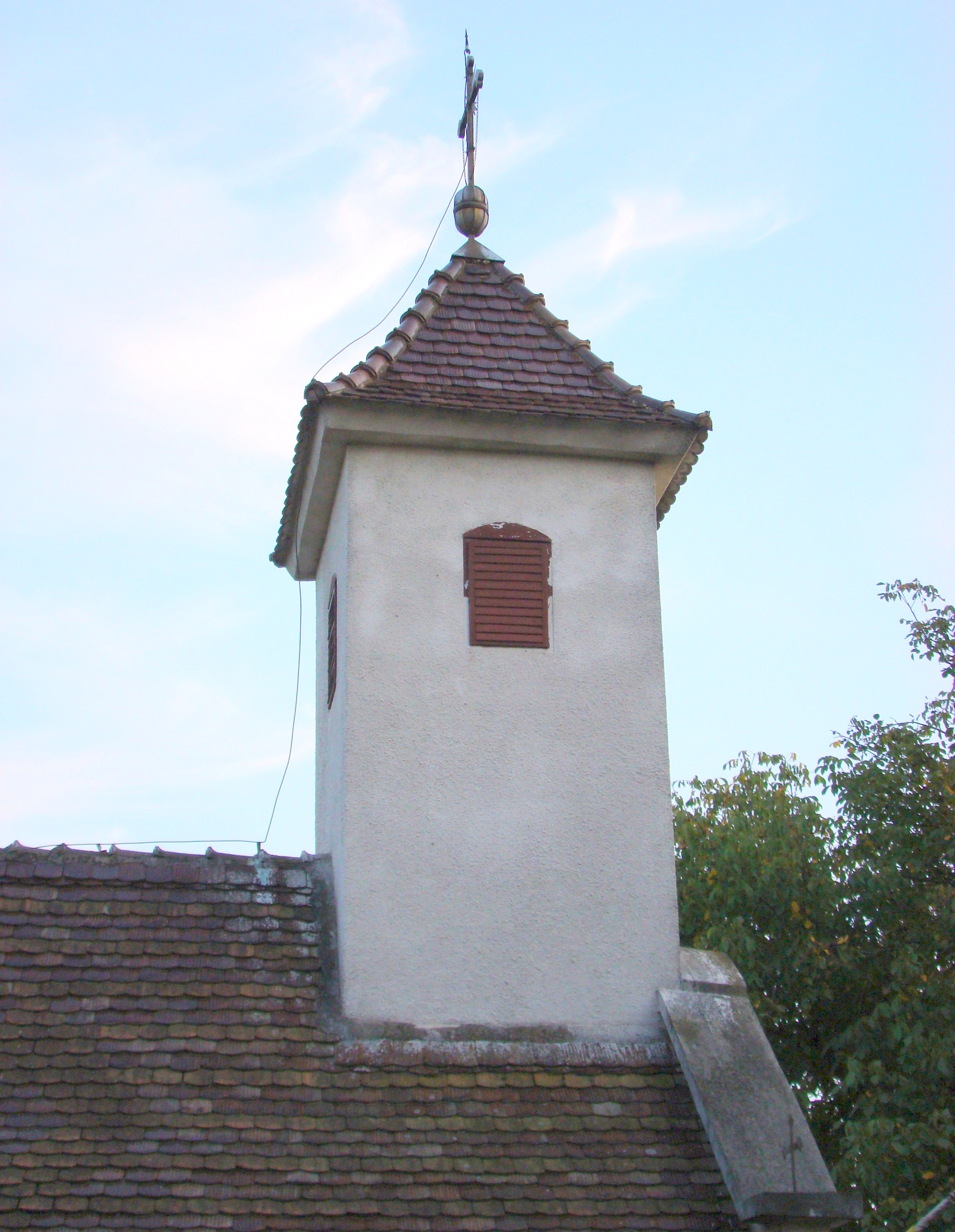